# Nauroy (Marne)
Pour les articles homonymes, voir Nauroy (homonymie).
Nauroy est une ancienne commune française du département de la Marne. Détruite au cours de la Première Guerre mondiale, son territoire a été rattaché à la commune de Beine-Nauroy en 1950.
L'emplacement du village de Nauroy est visible à l'intersection des départementales D34 et D64. C'est le seul village de la Marne détruit pendant la Première Guerre Mondiale accessible au public, les autres (Hurlus, Le Mesnil-lès-Hurlus, Perthes-lès-Hurlus, Ripont, Tahure et Moronvilliers) étant à l'intérieur du camp militaire de Moronvilliers ou de celui de Suippes.

## Géographie

### Localisation
Nauroy se trouvait dans le nord-ouest du département de la Marne à une quinzaine de kilomètres à l'est de Reims, entre Beine et Moronvilliers, dans des coteaux crayeux, plantés de sapins ou cultivés.

### Description
Nauroy se situait au carrefour de quatre routes menant à l'ouest vers Beine (aujourd'hui Beine-Nauroy), au nord vers Pont-Faverger (aujourd'hui Pontfaverger-Moronvilliers), à l'est vers Moronvilliers et au sud vers Thuizy (aujourd'hui Val-de-Vesle).
Les habitations étaient principalement situées de part et d'autre des Rue de l'Église (axe nord/sud), Rue de Reims, Petite et Grande Rue (axe est/ouest). La mairie et l'école se trouvaient Rue de l'Église.
La plupart des constructions étaient en craie et carreaux de terre, avec parfois des encadrements de briques, et les toitures étaient majoritairement en tuiles romaines.
Le village couvrait une superficie d'une douzaine d'hectares. Quant au terroir, il s'étendait sur 1 565 hectares, dont seulement 600 en terres labourables. Les bois couvraient en effet 950 hectares soit presque deux tiers du total (cette proportion importante résulte des politiques du Second Empire qui avait encouragé les plantations dans les terres médiocres, afin de répondre aux besoins des industries minières).

## Toponymie
Le tout premier nom de Nauroy serait Nucaretum.
Le village s'est appelé successivement : Nueridum (vers 850), Nocerium (en 1145), Noerium (en 1154), Nouroi ou Nueroi (en 1197), Noeroi (vers 1200), Noroy (en 1382), Nourroy (en 1436), Naurois (en 1652) et Nauroy (à partir de 1740).

L'orthographe Noroy est souvent reprise dans les registres paroissiaux, même après 1382.
Du bas latin nucarius « noyer » et du suffixe collectif -etum « ensemble de noyers ».

## Patrimoine

### L'église
Située à l'entrée du village sur la gauche, en venant de Pontfaverger, l’église était dédiée à Saint-Jean-Baptiste. Elle avait été construite au milieu du XVIe siècle, certaines parties de la nef pourraient remonter aux XIIe siècle ou XIIIe siècle.

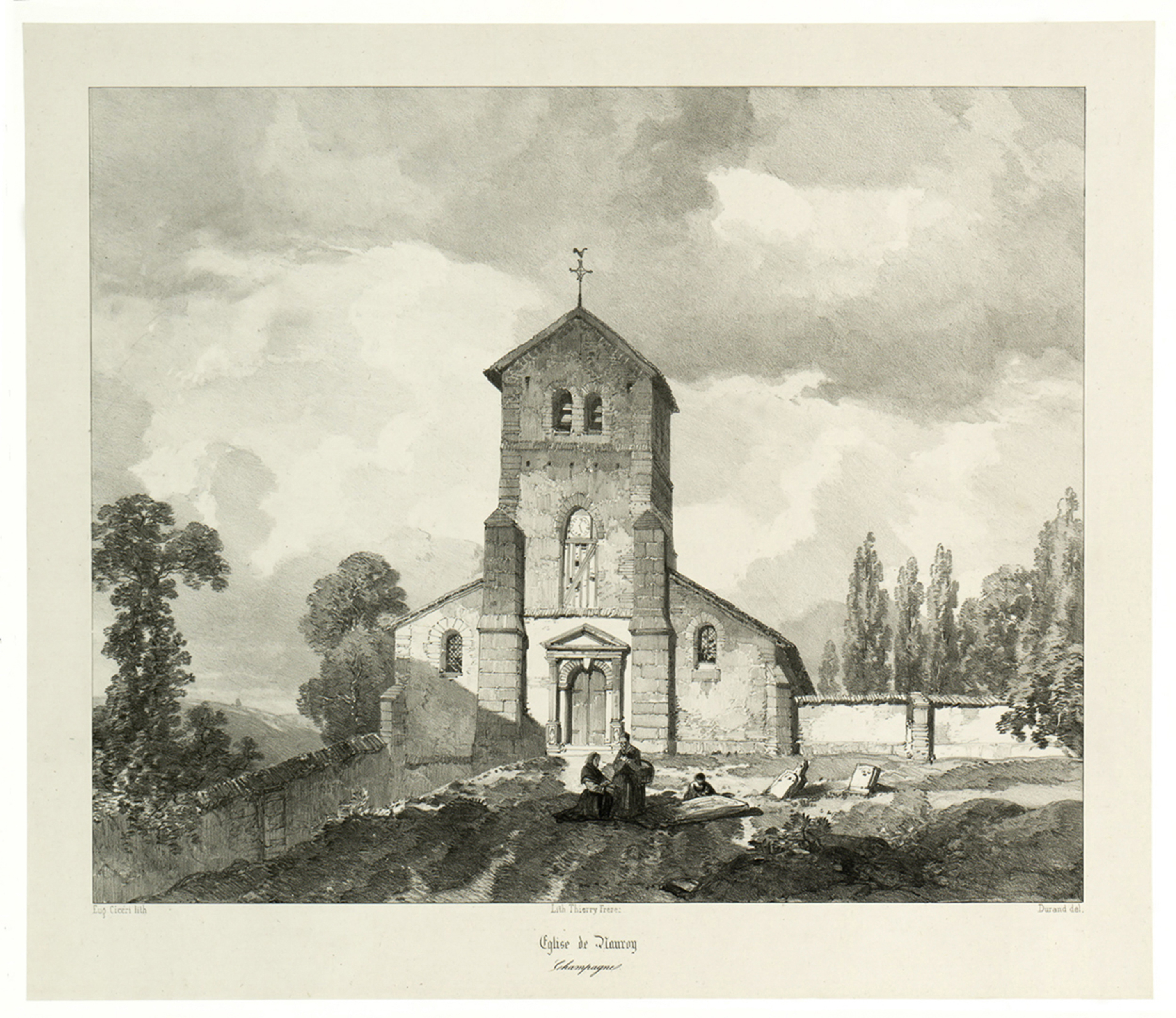
Lithographie de l'église de Nauroy parue dans l'ouvrage "Voyages pittoresques et romantiques dans l’ancienne France" d'Isidore Taylor, paru en 1857
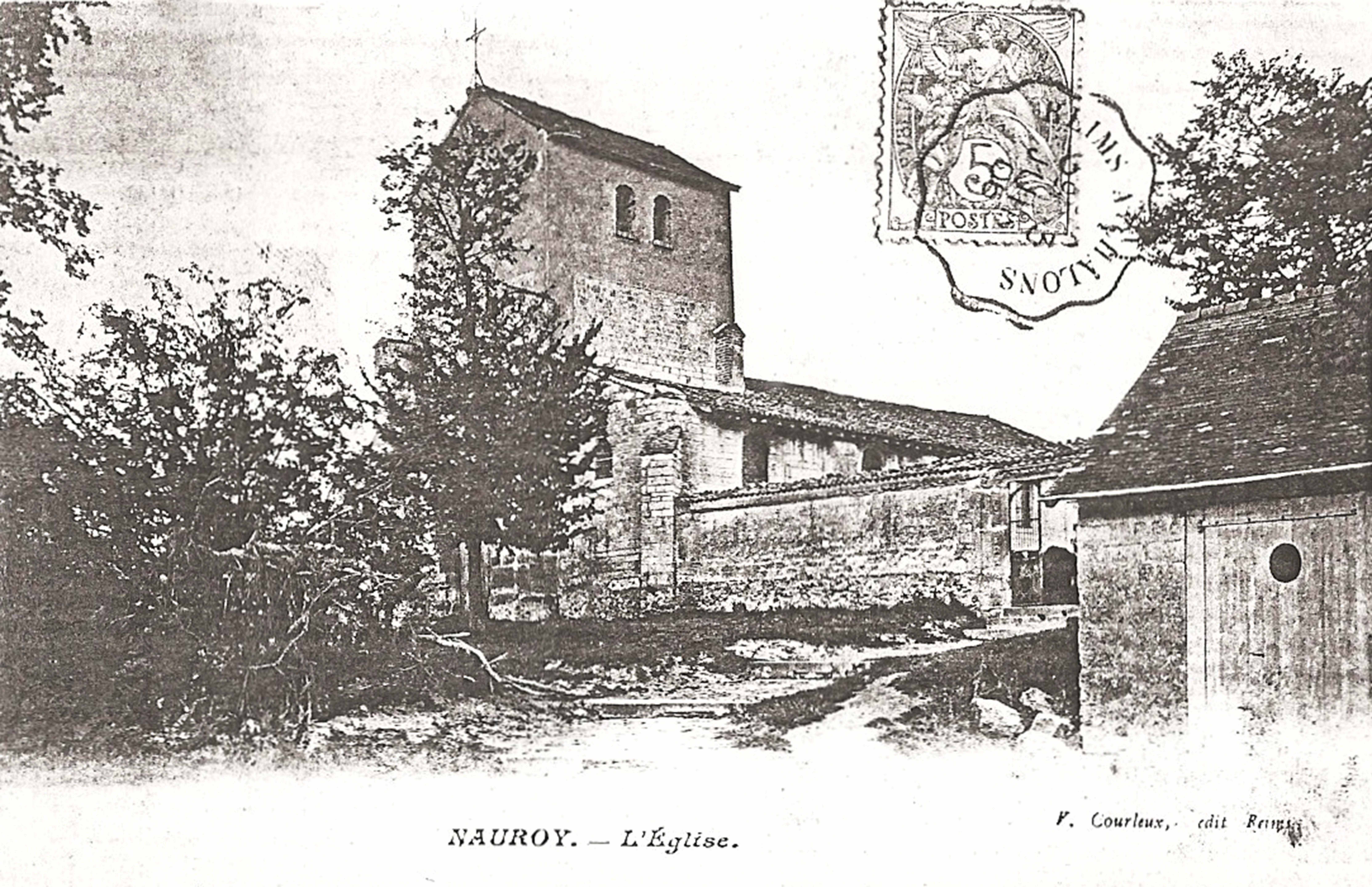
Carte postale présentant l'église de Nauroy avant 1914
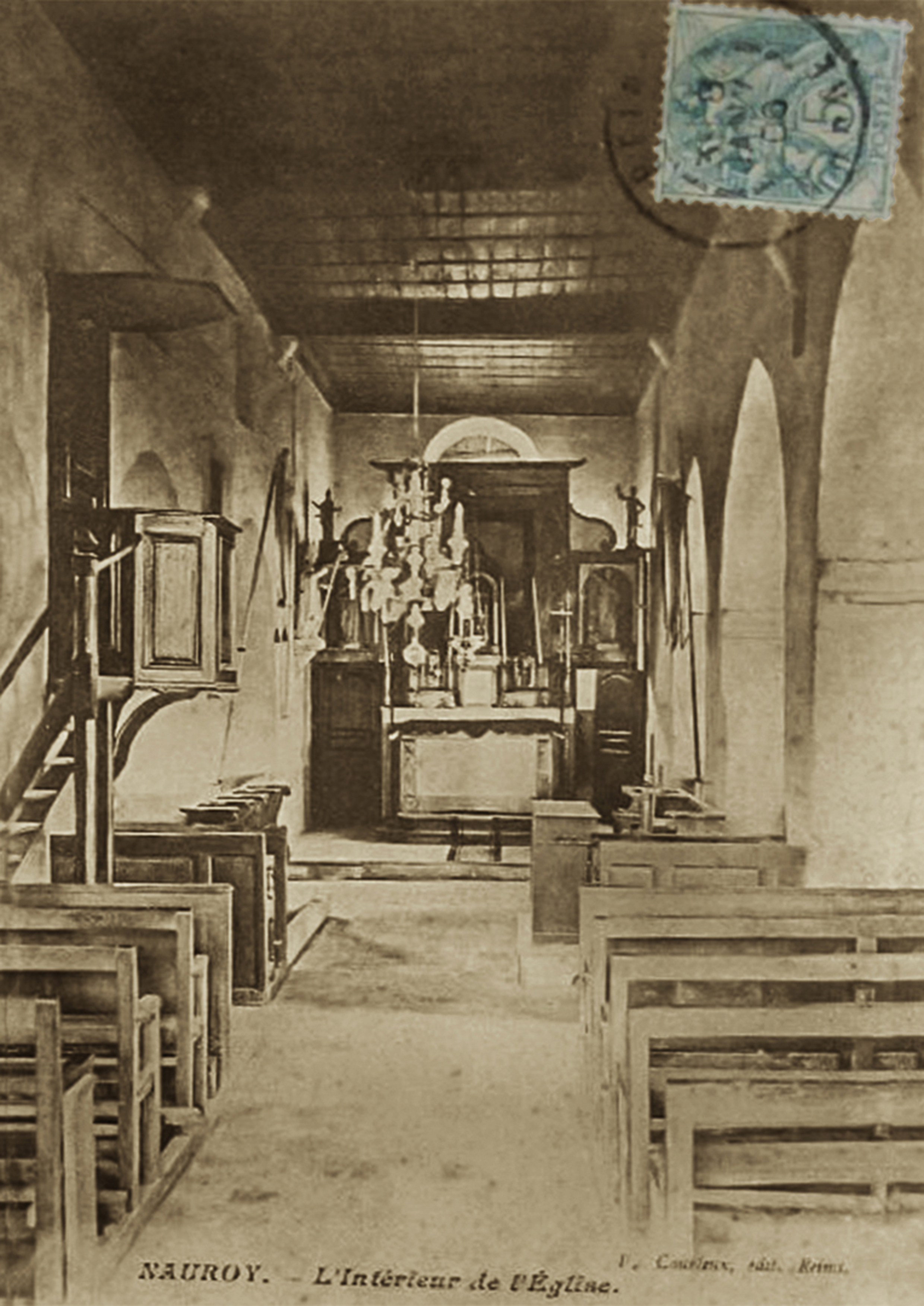
Carte postale présentant l'intérieur de l'église de Nauroy (Marne) avant 1914
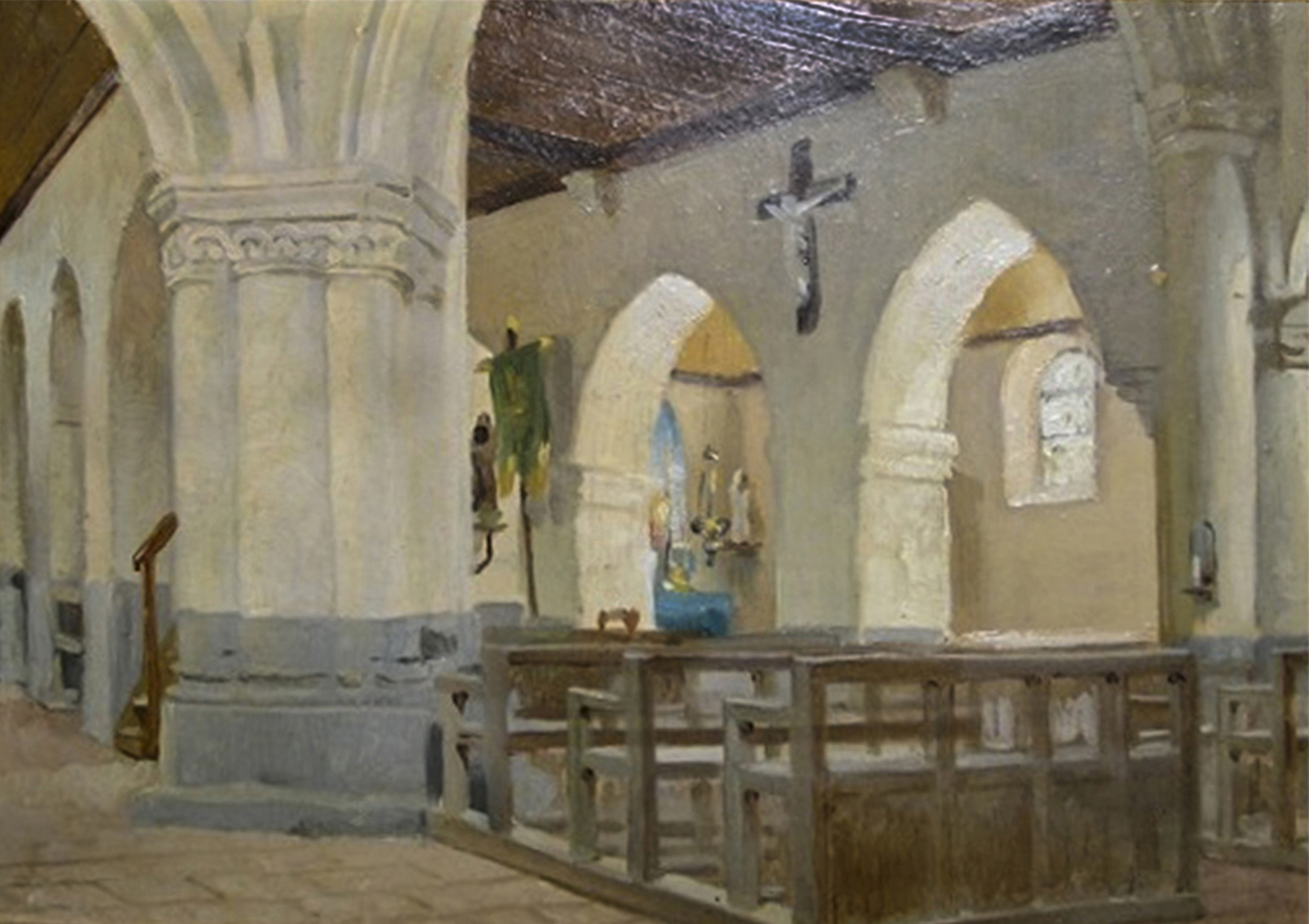
Huile sur carton signée P. Vannier présentant l'intérieur de l'église de Nauroy (Marne) et datée de 1899
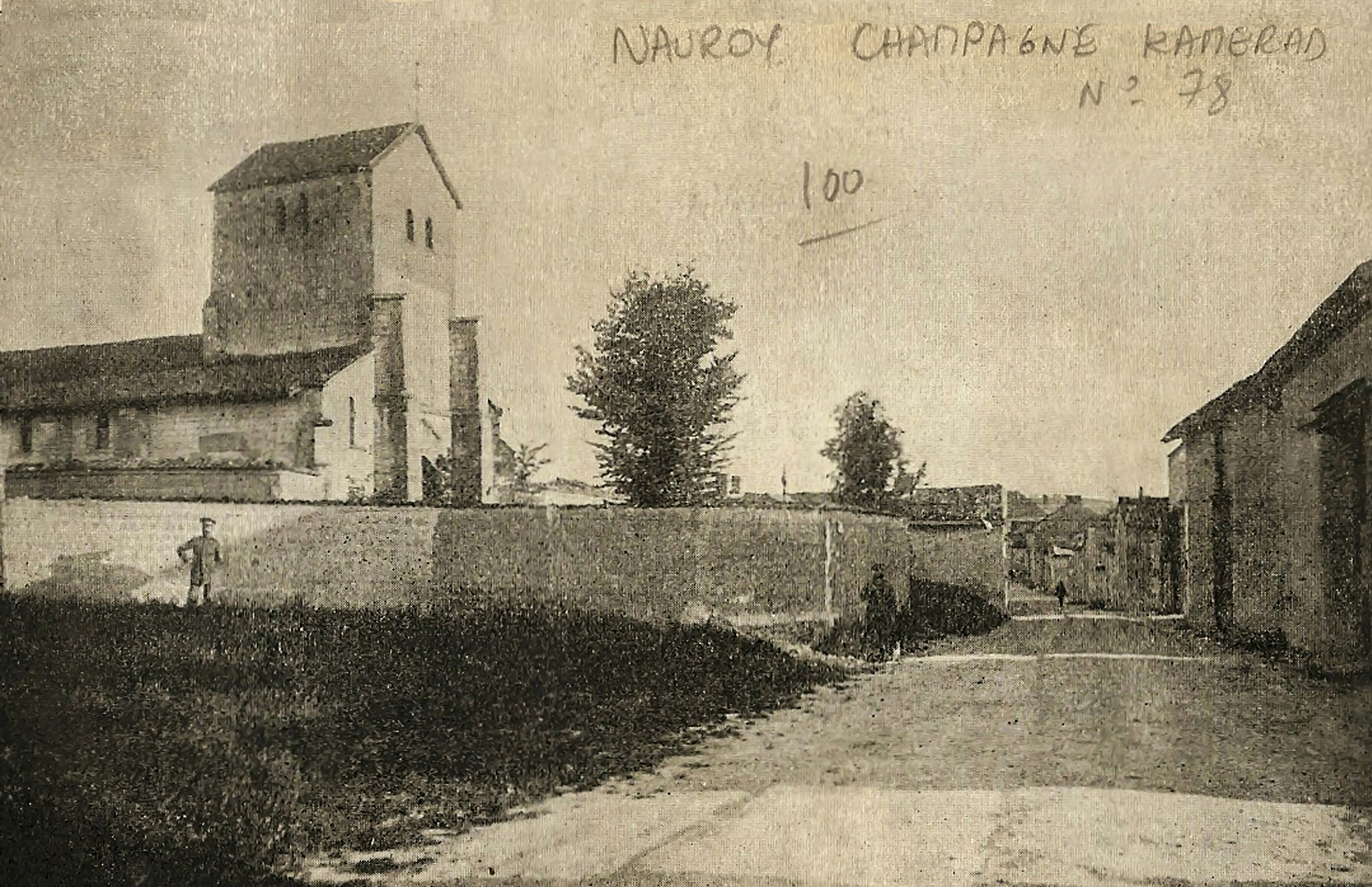
Photographie de l'église de Nauroy datant de fin 1914 avec des soldats allemands

Le bâtiment était sobre, plutôt d'inspiration romane, sans transept, mais avec une nef et deux bas-côtés, le tout surmonté d'une tour abritant une cloche d'un mètre de diamètre, sans mention du nom du fondeur, baptisée Poncette en 1611 par ses parrains et marraines. En 1900, il subsistait encore deux vitraux (côté sud et côté nord) datant de la Renaissance, dont l'un représentait la prédication de Jean Baptiste, saint patron du village.
En avant du portail de l'église s'étendait une place isolée de la route et bordée de deux ormes dont un serait un arbre de la liberté planté de 1790. Au milieu de la place, sur un tertre, s'élèvait une croix en fer.

### Le cimetière
Le cimetière était attenant à l'église. Il était entouré par un mur en craie percé d'une porte munie d'une grille. L'encadrement de la porte datait du XVIe siècle. Elle était surmontée d'un arc en anse de panier.
Les murs en brique du cimetière ont été reconstruits à l'emplacement des murs anciens.
L'Association des Amis de Nauroy a découvert, en débroussaillant le cimetière, des tombes de soldats allemands datant de la Première Guerre Mondiale.
Un ossuaire a été mis en place en avril 2018 pour recueillir les ossements trouvés.

### Les souterrains
Les souterrains, creusés sous le village afin d’en extraire des blocs de craie pour bâtir l’église et certaines habitations, ont servi depuis les temps des invasions et des mérovingiens pour abriter la population, la nourriture et les biens des habitants : c'étaient des souterrains de refuge. 

### Les mares
À Nauroy, ni ruisseau ni source, pour la vie quotidienne, chaque habitation possédait un puits, à l’abri d’un auvent, au milieu de la cour. Les puits avaient tous environ 25 mètres de profondeur, et le niveau de l'eau y variait jusqu'à 17 mètres. Plusieurs étaient à sec vers la Saint-Remi. 
Dans les anciens fossés creusés pour la protection du village, des mares ou abreuvoirs étaient toujours remplis d’eau, entourés de peupliers et bordés de noisetiers. 
Les mares étaient au nombre de trois : la mare d'en haut située à l'extrémité de la Grande Rue (à proximité de la route de Moronvilliers), la mare d'en bas située rue de Reims (proche de la route de Beine) et une troisième située Rue de l'Église (à l'entrée du village en venant de Pontfaverger).

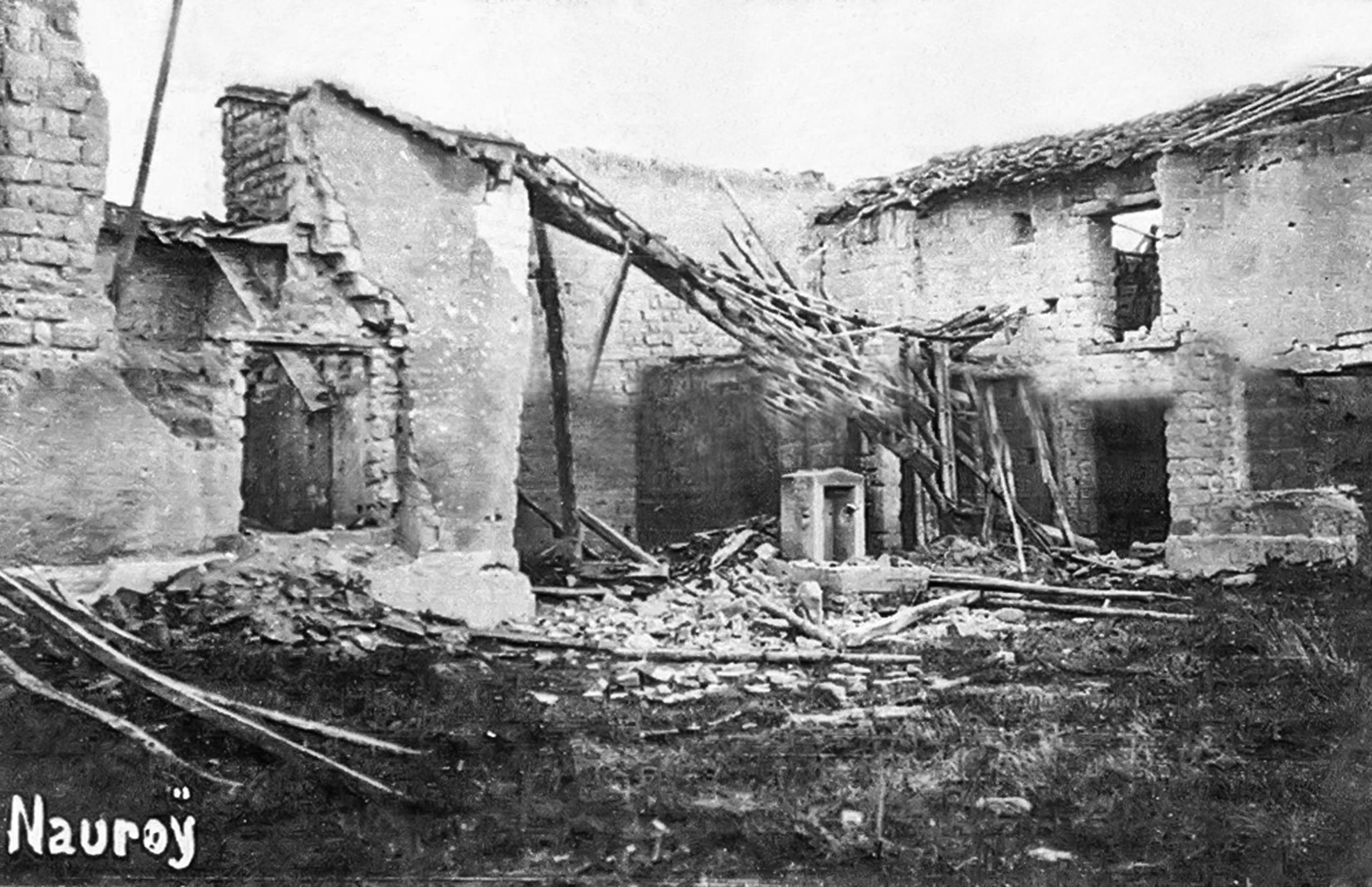
Ruine d'une ferme de Nauroy avec un puits dans la cour (photographie allemande)
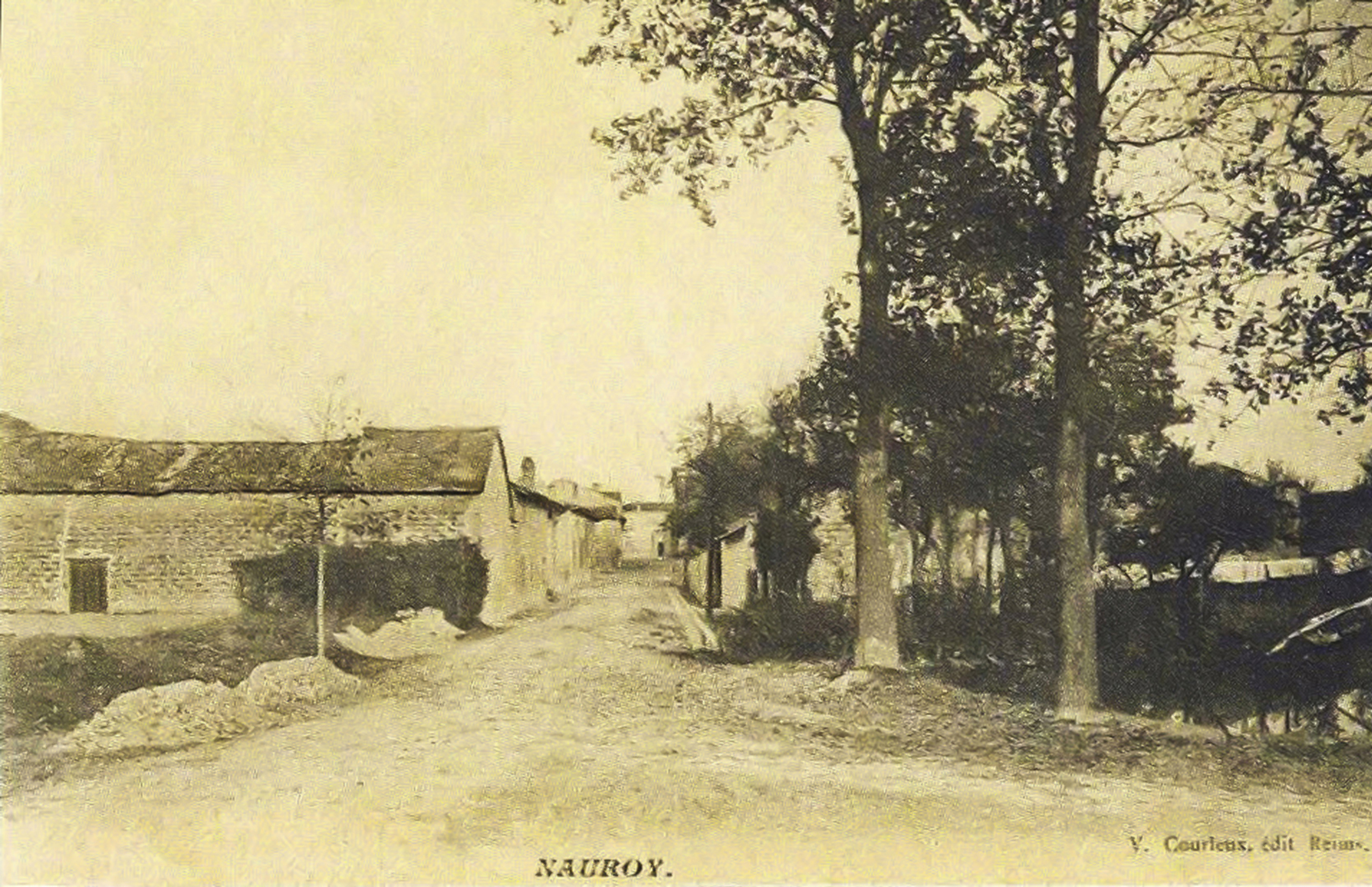
Carte postale présentant la Rue de Reims avec la mare d'en bas
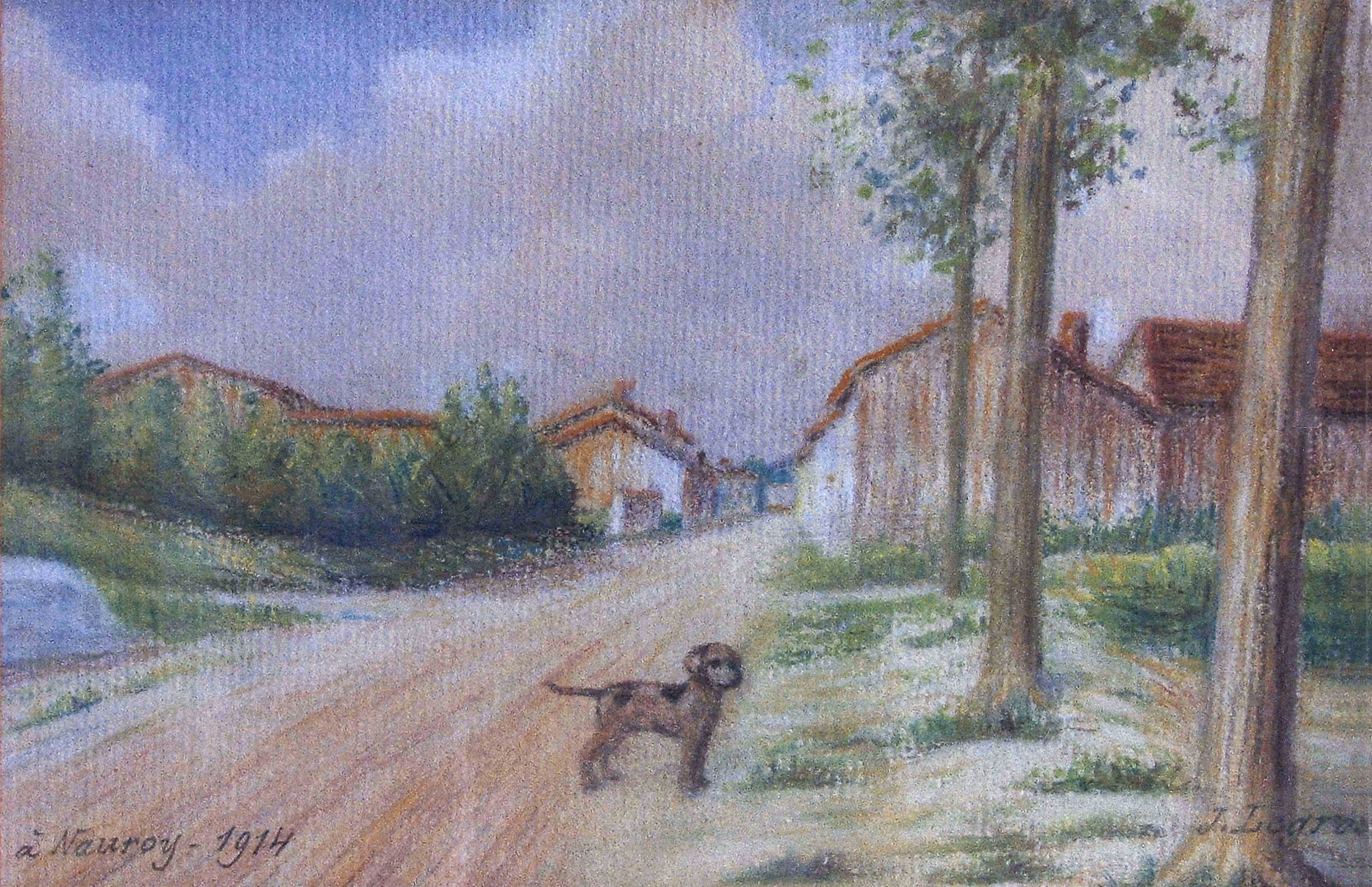
Pastel de Jules Legros présentant la Rue de Reims avec la mare d'en bas, daté de 1914
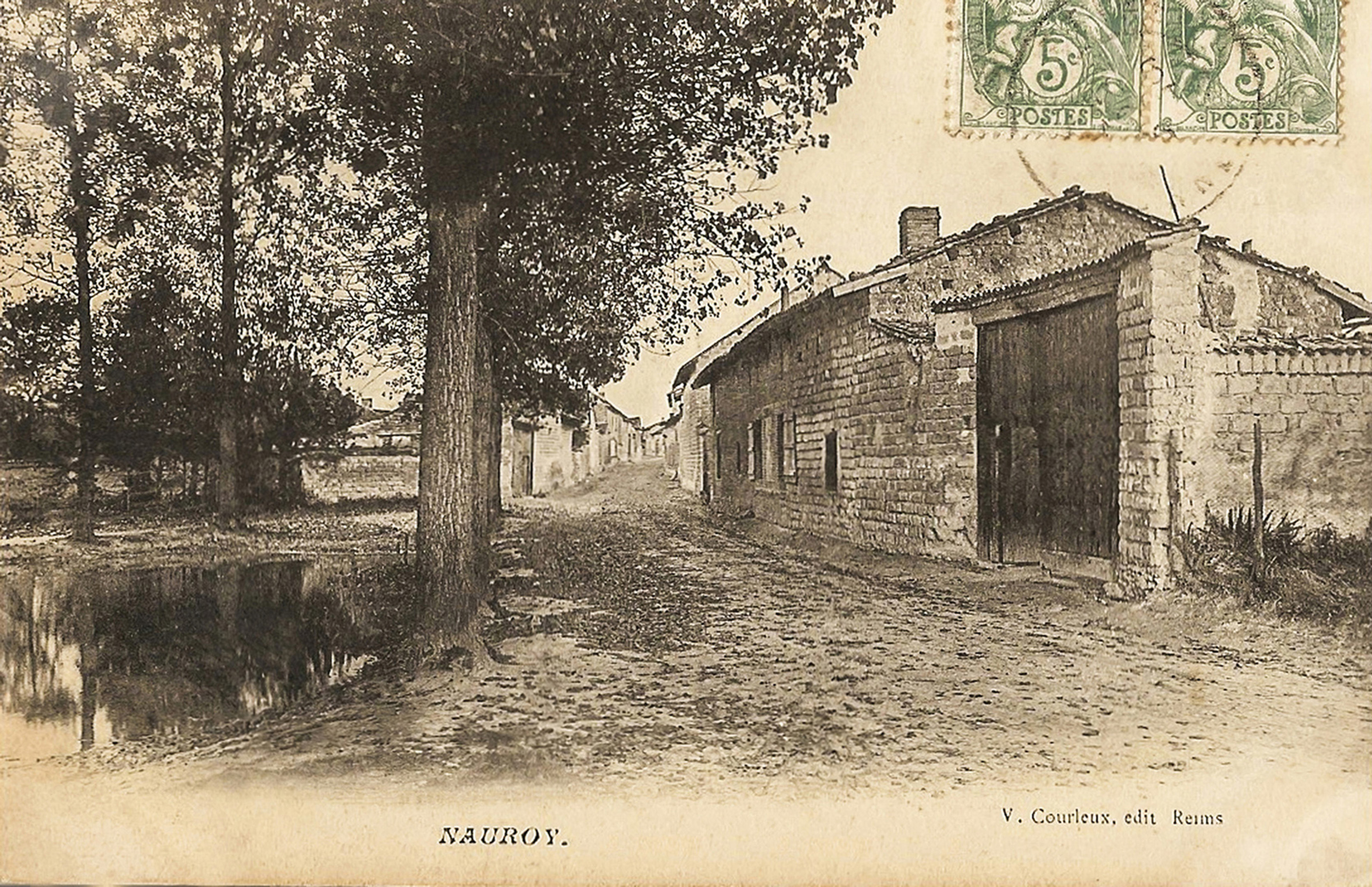
Carte postale présentant la Grande Rue avec la mare d'en haut
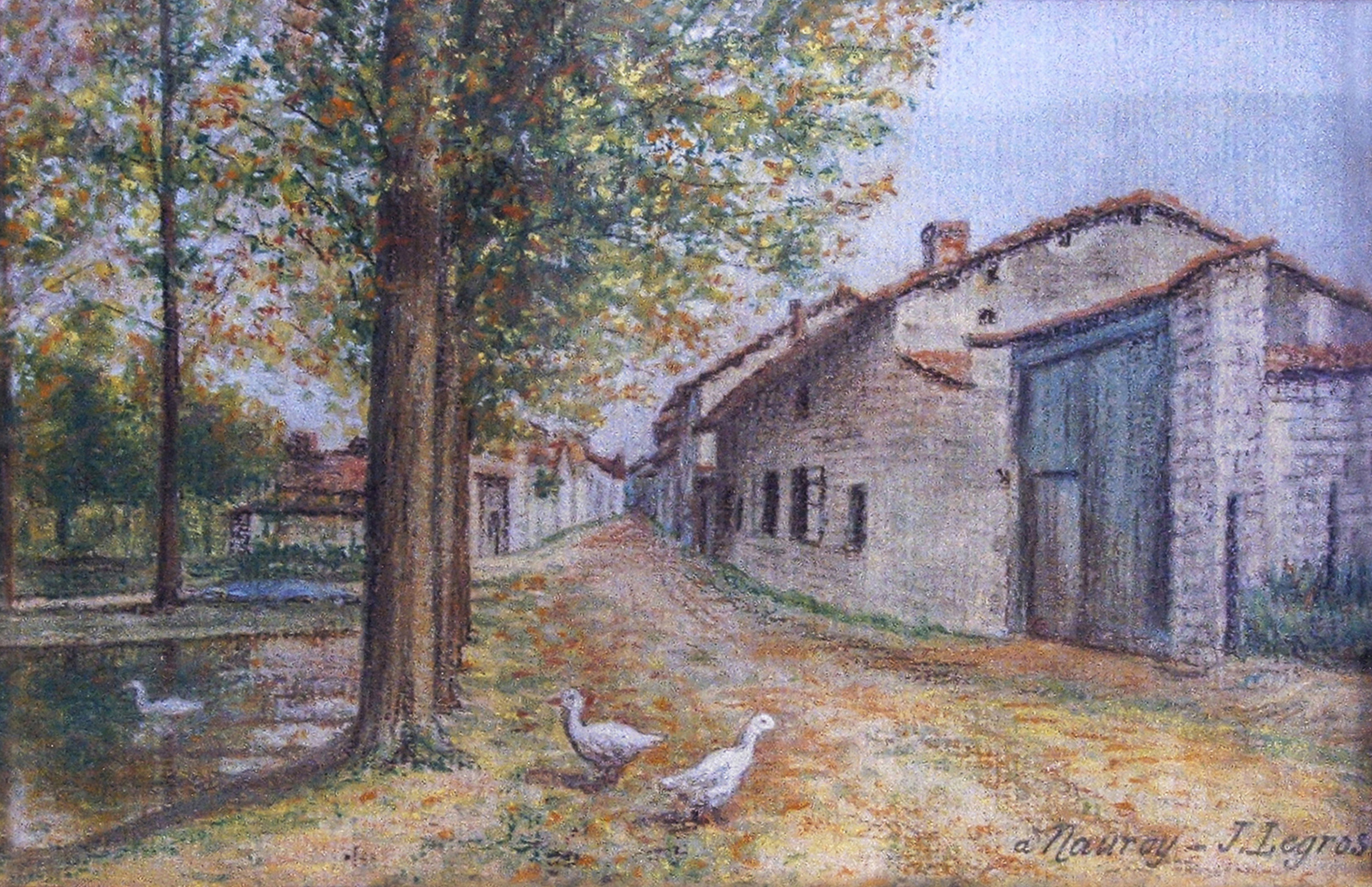
Pastel de Jules Legros présentant la Grande Rue avec la mare d'en haut, circa 1914

### Les croix
Quatre croix étaient répertoriées à Nauroy : 
- la croix Chamelot, localisée dans la partie nord du village à deux endroits différents, est aujourd'hui disparue ;
- la croix Allart se trouvait au milieu de la petite place située devant le portail de l'église. Elle était en fer, posée sur un double socle en pierre de taille ;
- la croix Caranjot se trouvait sur la droite de la route de Beine, près de l'entrée du village. Une plaque en tôle portait cette inscription : A la gloire de Dieu, posé par E. Caranjot, le 24 juin 1834 ;
- le croix Lavoine fut élevée par la famille de Jacques Lavoine, en mémoire de ce jeune écrivain prometteur tombé au printemps 1917, lors de la bataille du Mont Cornillet. Initialement érigée à l'endroit où il était tombé, à proximité de l'ancienne voie romaine, elle a été déplacée dans les années 1980 et replacée face à la chapelle de Nauroy. Foudroyée lors d'un violent orage, elle a été remplacée par une croix en fer en 2011.

### Le moulin
Un moulin se serait situé entre Nauroy et Beine, sur une colline proche de la route.

## Histoire

### Avant 1914
Domaine avec une maison de culture et un oratoire dépendant de l'abbaye de Saint Remi vers le milieu du IXe siècle puis terre de l'Hôtel-Dieu de Reims, Nauroy fut constamment un secours de Beine (l'autre étant le village de Mouchery).

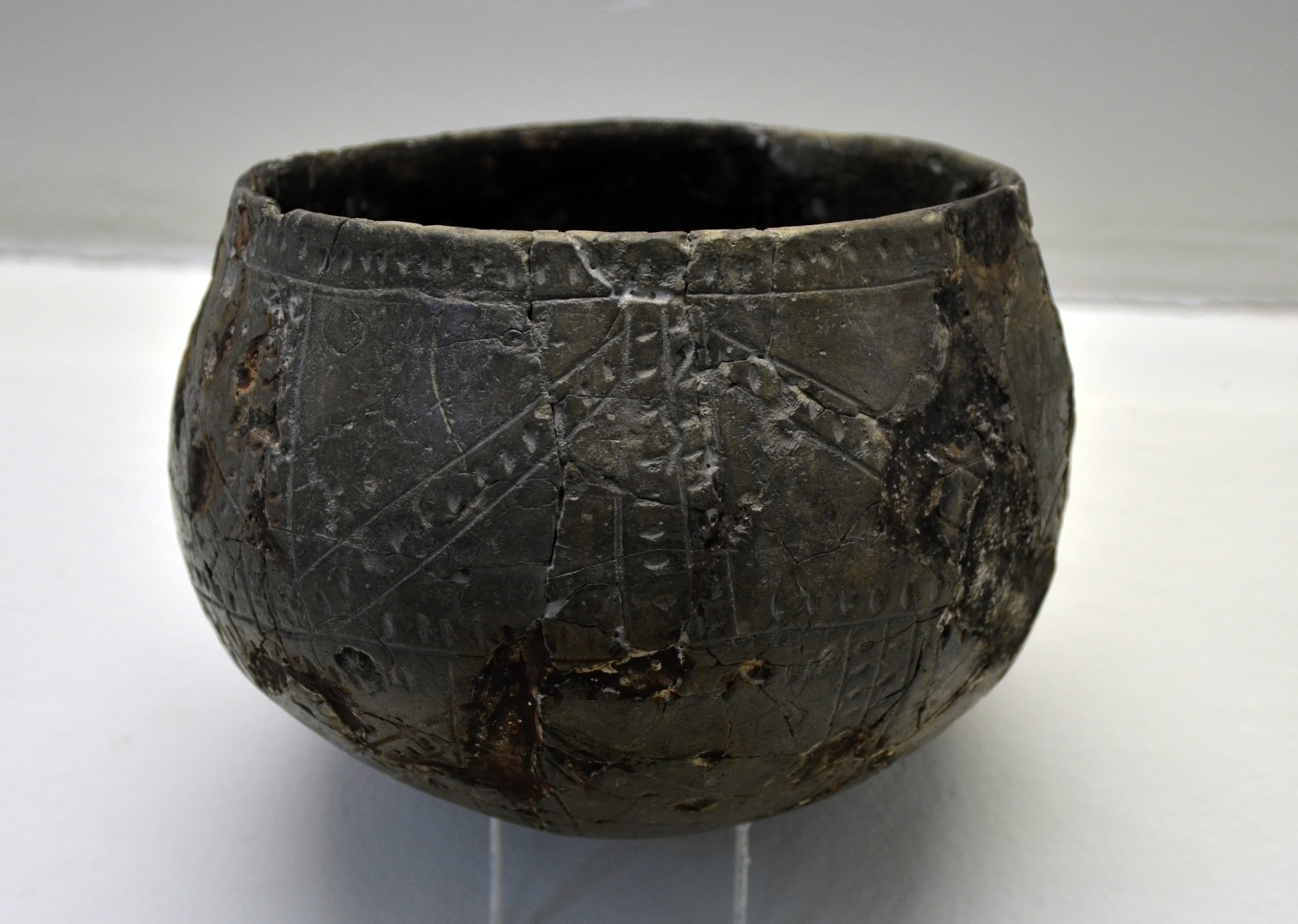
Vase néolithique à décor rubanné trouvé sur le site de Nauroy et exposé au musée Saint-Remi de Reims

Parmi les lieux-dits du terroir la Buire, la Hutte, le Fossé Dominé, la Pierre le Fée, les Manzelles, les Gargasses et le Gros Caillou, certains ont été fouillés et ont révélé des vestiges mérovingiens.
À la fin du XIXe siècle, le village jouit d'une réelle prospérité agricole et compte 126 habitants, il est pourvu d'une école et de routes excellentes (visites de 1886 et 1897 afin de constituer l'annuaire de la Marne). 
Sur un mont assez élevé (257 m), se trouve le signal de Nauroy (au sud-est du village et sur la ligne des monts de Moronvilliers) : pierre de triangulation sur laquelle est gravée la date de 1821 et les lettres P.H. La vue s'étend de là, sur la vallée de la Vesle et la Montagne de Reims.

### Pendant la Première Guerre Mondiale

#### Résumé historique
Le 3 septembre 1914, les troupes de la Garde Allemande arrivent à Pontfaverger, à Beine puis à Nauroy. 
Pendant 3 jours, les 110 habitants de Nauroy connaissent le chaos, les réquisitions et les ordres brutaux. 
Le 7, tout redevient calme : les troupes allemandes foncent à la poursuite des Français en retraite qui s'accrochent aux marais de Saint-Gond. Les troupes françaises tiennent bon et arrêtent la progression allemande. Les Allemands fuient en sens inverse et prennent position sur les hauteurs des Monts de Champagne situés à proximité de Nauroy : le Mont Cornillet, le Mont Blanc, le Mont Haut, le Mont Perché ; ils fortifient la ligne en creusant des sapes et en posant des barbelés. 
Les villages de Beine, Nauroy et Moronvilliers se retrouvent ainsi à une charnière : sur la ligne des Monts les Allemands sont solidement installés. Sur le fort de la Pompelle et sur le fort de Brimont, l'artillerie française déploie une défense mobile jusqu'à Tahure et la forêt d'Argonne.

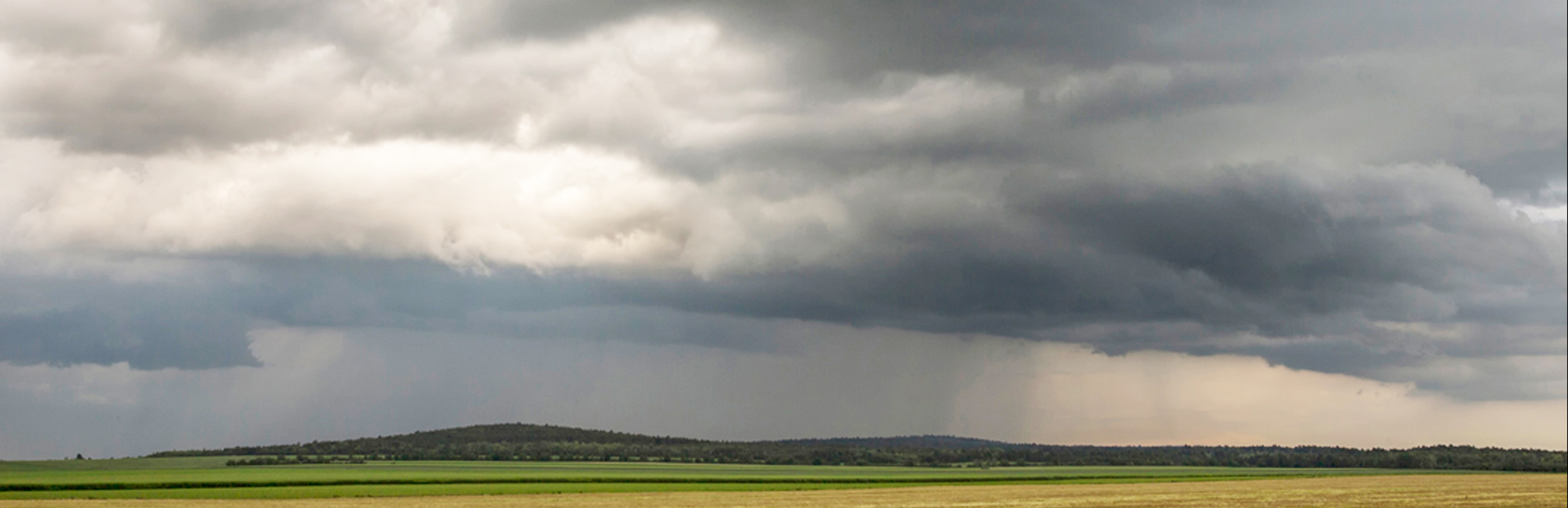
Vue du Mont Cornillet

A proximité immédiate de Nauroy se trouve le Mont Cornillet que les Allemands fortifient en y creusant des tunnels qui peuvent abriter jusque 600 hommes.
Des dizaines de milliers d'obus sont déversés, toutes les attaques échouent : dès que l'infanterie française se lance à l'assaut, les Allemands sortent de leurs cachettes souterraines. 
À chaque bombardement, la population civile qui a voulu rester sur place, se réfugie dans les caves. 
Le 19 mars 1917, c'est l'évacuation générale du front.
Le 17 avril 1917 débute la bataille des Monts de Champagne dans le cadre de l'offensive Nivelle. Les Français tentent de conquérir les monts qui se trouvent entre Nauroy et Moronvilliers.
Les obus continuent à écraser les maisons. Des forêts, il ne reste que des moignons d'arbres calcinés. Partout dans la campagne, c'est la mort. Des villages, il ne reste que des cendres et des ruines. Impossible de retrouver les rues et les chemins. Partout le sol est creusé de profonds entonnoirs, hérissé de barbelés, sillonné de tranchées dans tous les sens. La craie est à nu.

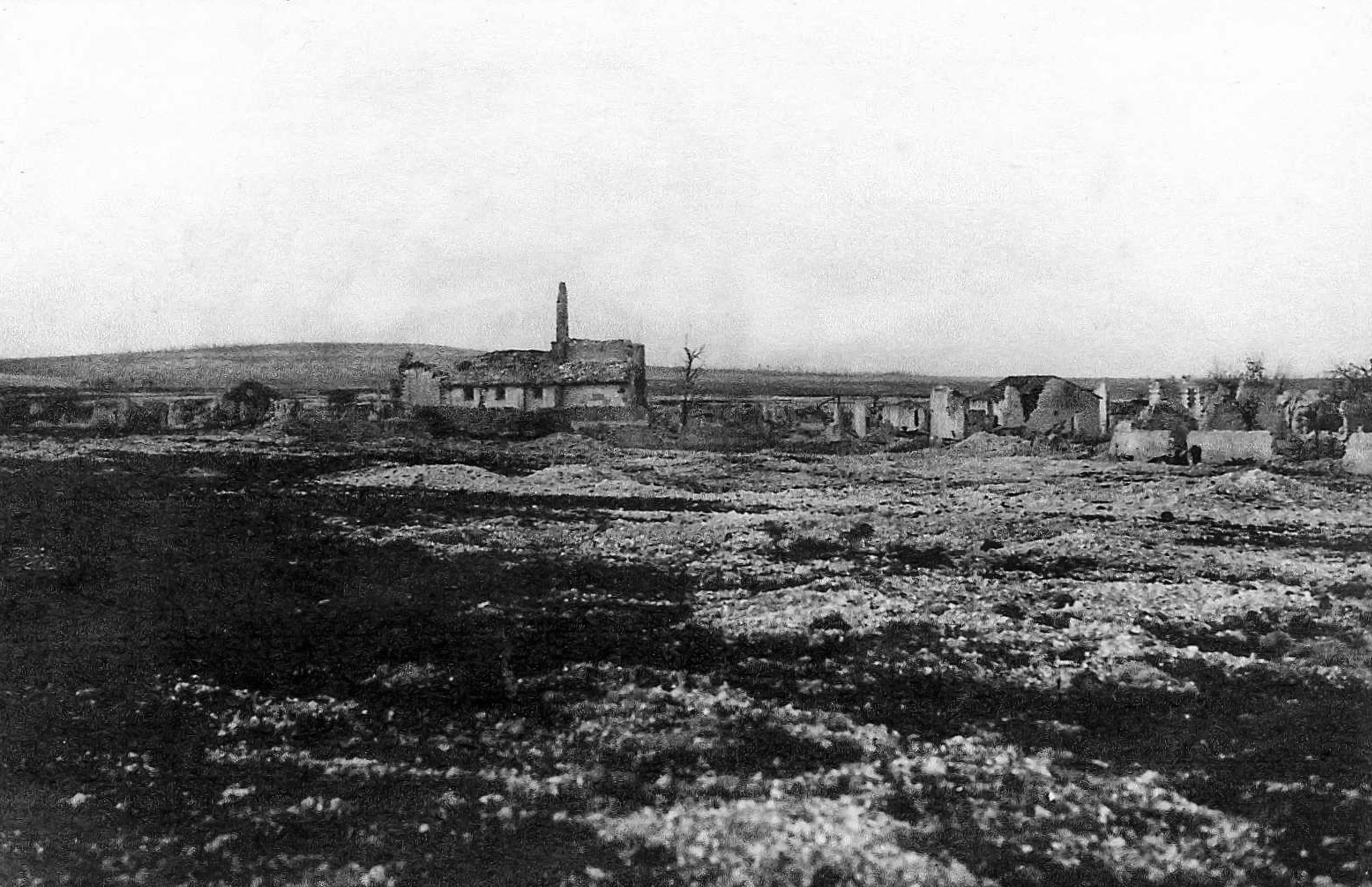
Ruines de l'église de Nauroy
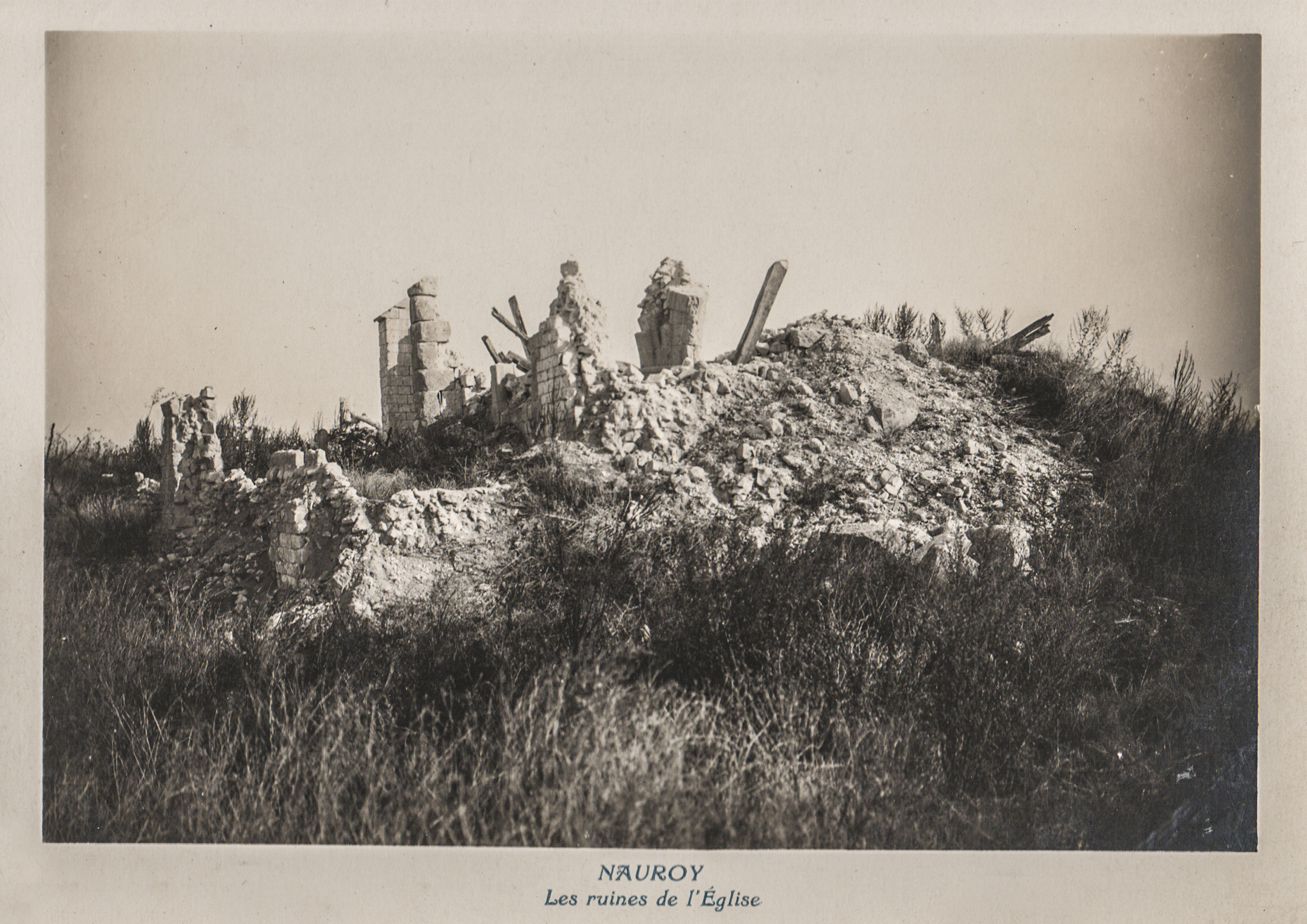
Ruines de l'église de Nauroy
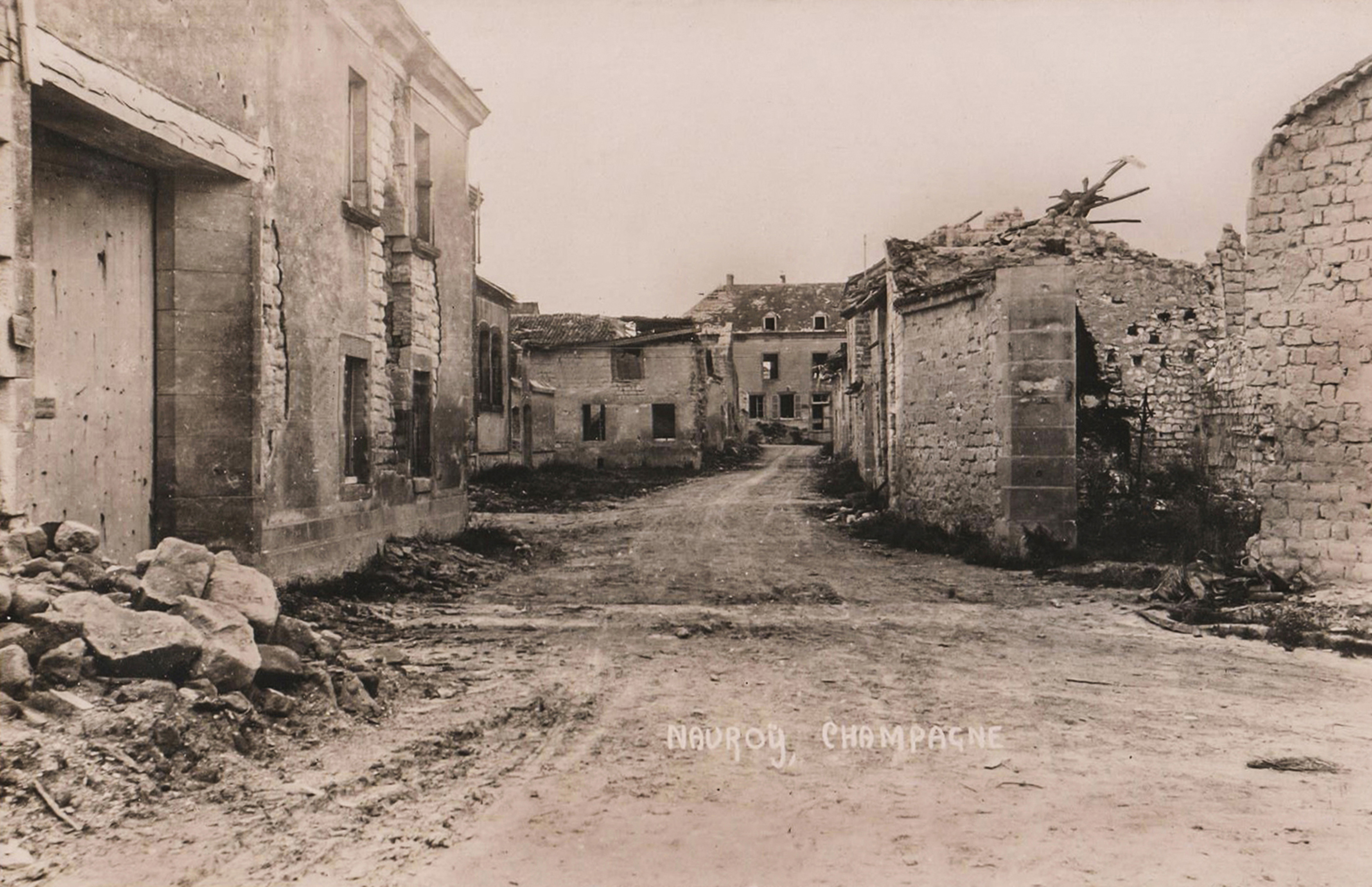
Ruines d'une rue de Nauroy en 1916
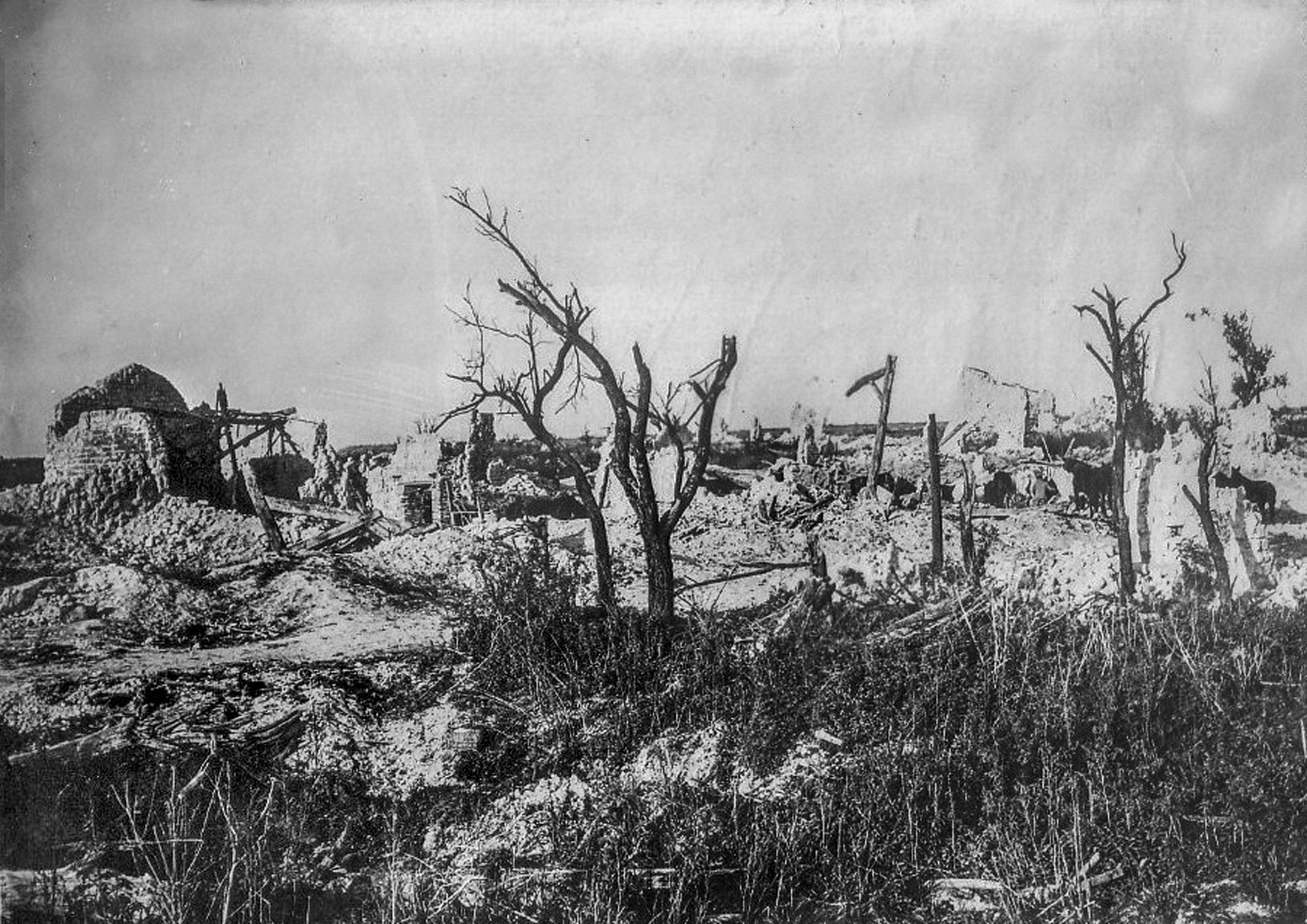
Ruines de Nauroy en 1918
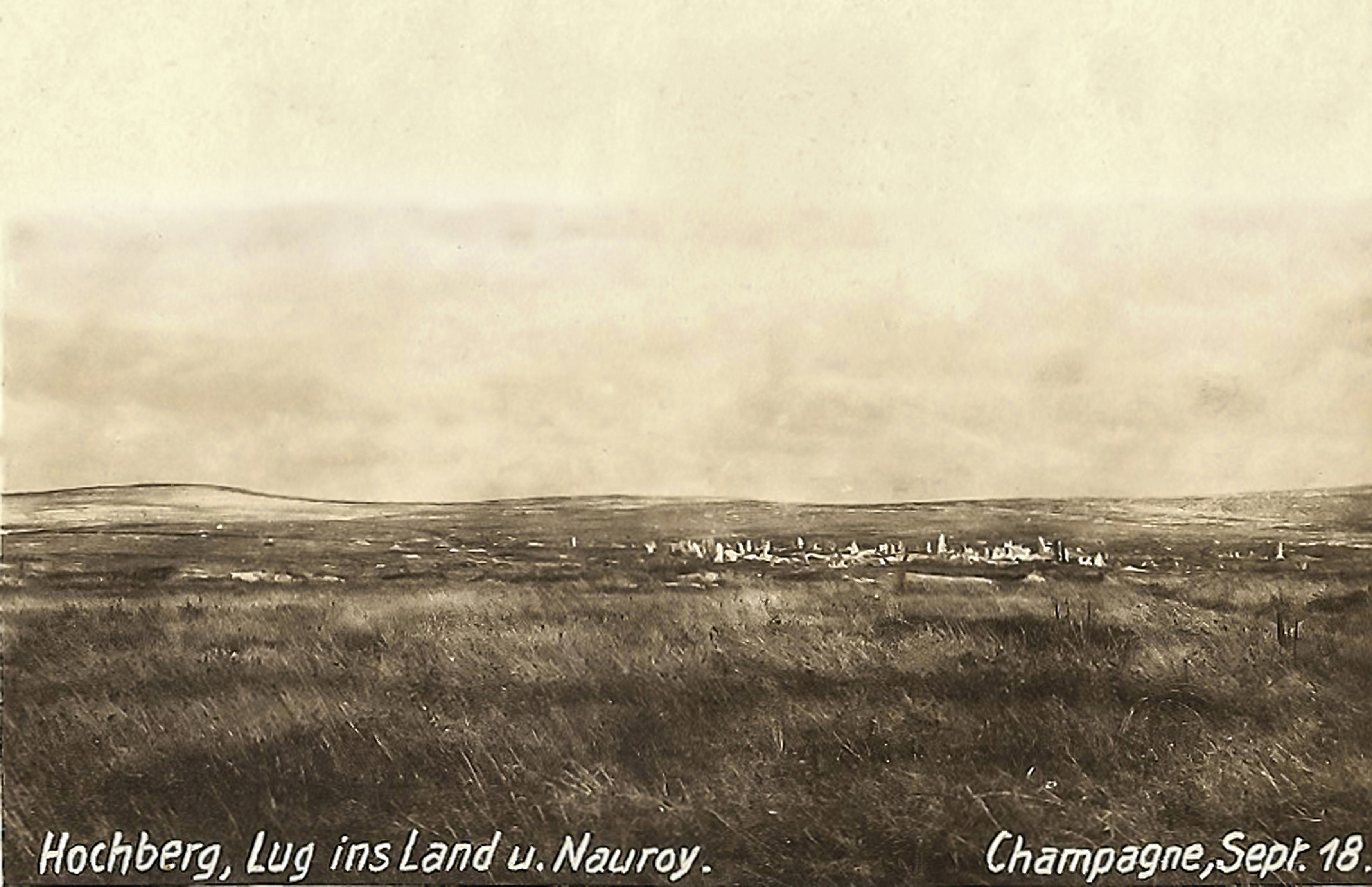
Ruines de Nauroy en septembre 1918

En 1918, le front de Champagne est agité de coups de main ou d’attaques locales tant du côté allemand que du côté français.
En juillet 1918, les Allemands projettent un formidable assaut nommé "Bataille pour la Paix" ("Friedensturm"). L’attaque prévue s’étend sur 90 kilomètres de Château-Thierry à Massiges.
Un coup de main heureux réalisé le 14 juillet à proximité du Mont Sans-Nom renseigne les généraux français de l’heure de la préparation d’artillerie et de l’heure de l’assaut. Le général Gouraud se rend alors dans l’observatoire du Mont-Sinaï situé sur la rive sud-ouest de la Vesle. Les postes de première ligne français ont été de manière volontaire pratiquement abandonnés afin que les troupes allemandes ne trouvent qu’une faible résistance et puissent atteindre la deuxième ligne sans la protection de leur artillerie et se heurtent au gros des positions françaises. C’est l’application de la directive n° 4 du général Pétain.
Le 15 juillet 1918, les Allemands se heurtent à une résistance qu’ils n’avaient pas prévue et sont arrêtés par les troupes françaises. Les jours qui suivent, quelques attaques ont lieu à Beaumont-sur-Vesle, au nord de Prosnes et à l’est de Tahure.
À partir du 26 septembre 1918, les Français attaquent dans la région des Monts de Champagne et malgré les contre-attaques allemandes, parviennent à progresser. À la fin du mois ils parviennent à Sainte-Marie-à-Py.
Début octobre, Français et Américains contournent les Monts de Champagne et avancent vers la vallée de l’Arnes. Le 5 octobre, pour ne pas être encerclés, les Allemands abandonnent les différents monts ainsi que les places qu’ils avaient fortifiées à Brimont, Nogent-l’Abbesse et Berru.
Complètement détruit, Nauroy est libéré dans la nuit du 5 au 6 octobre 1918.

#### Les Allemands à Nauroy
À quelques kilomètres du front, les soldats allemands se reposent dans les ruines ou dans les bois autour du village avant de repartir au combat. En principe, chaque bataillon passe vingt jours "en tranchée", et puis dix jours dans une localité de repos. Là, dans les cantines militaires, les soldats peuvent acheter des cartes postales qu'ils envoient à leurs proches. Par la force des choses, toutes les représentations photographiques de Nauroy pendant la guerre sont de source allemande.

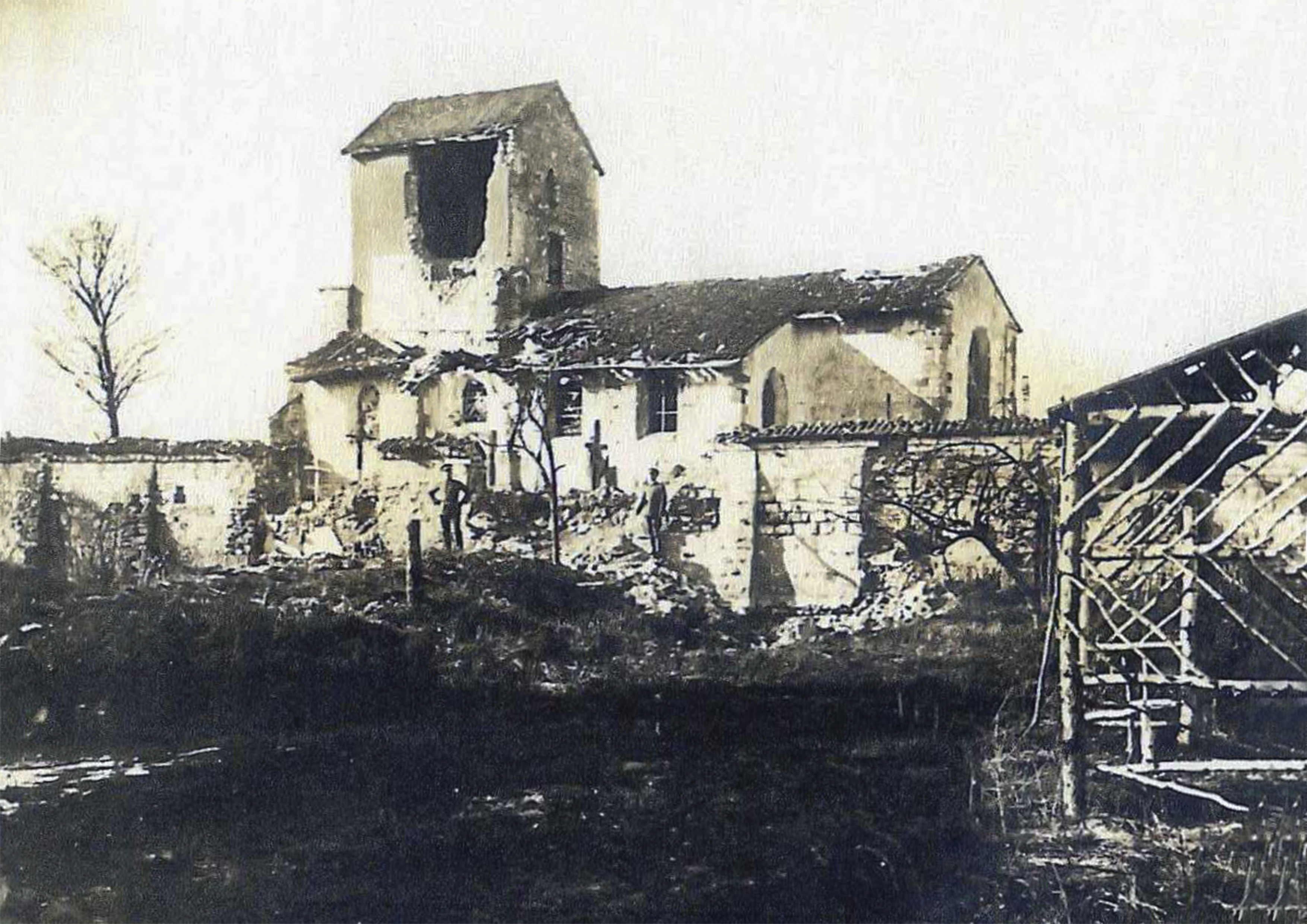
Deux Allemands posent devant l'église de Nauroy
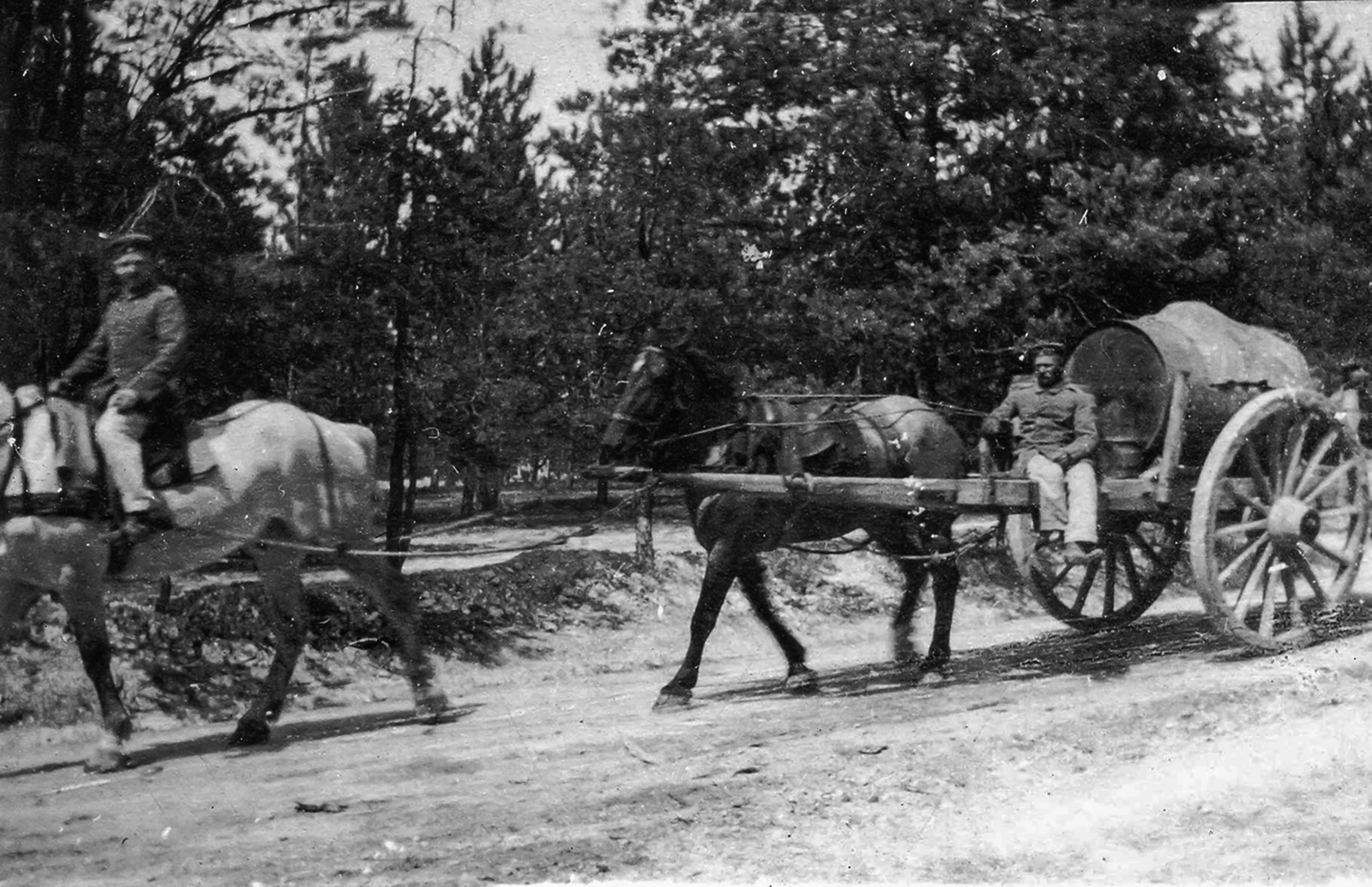
Ravitaillement en eau des Allemands
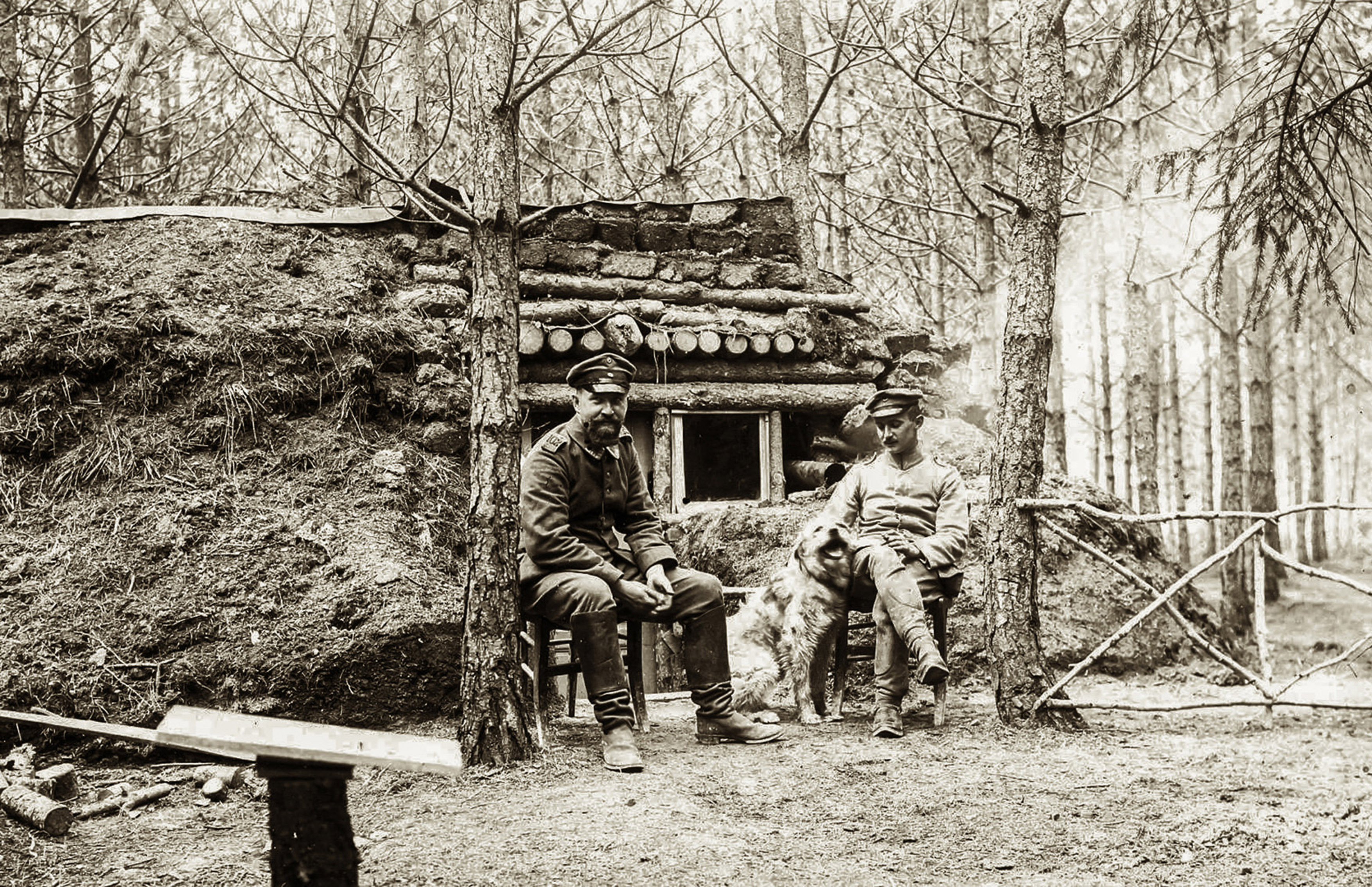
Officiers allemands au repos dans les bois près de Nauroy
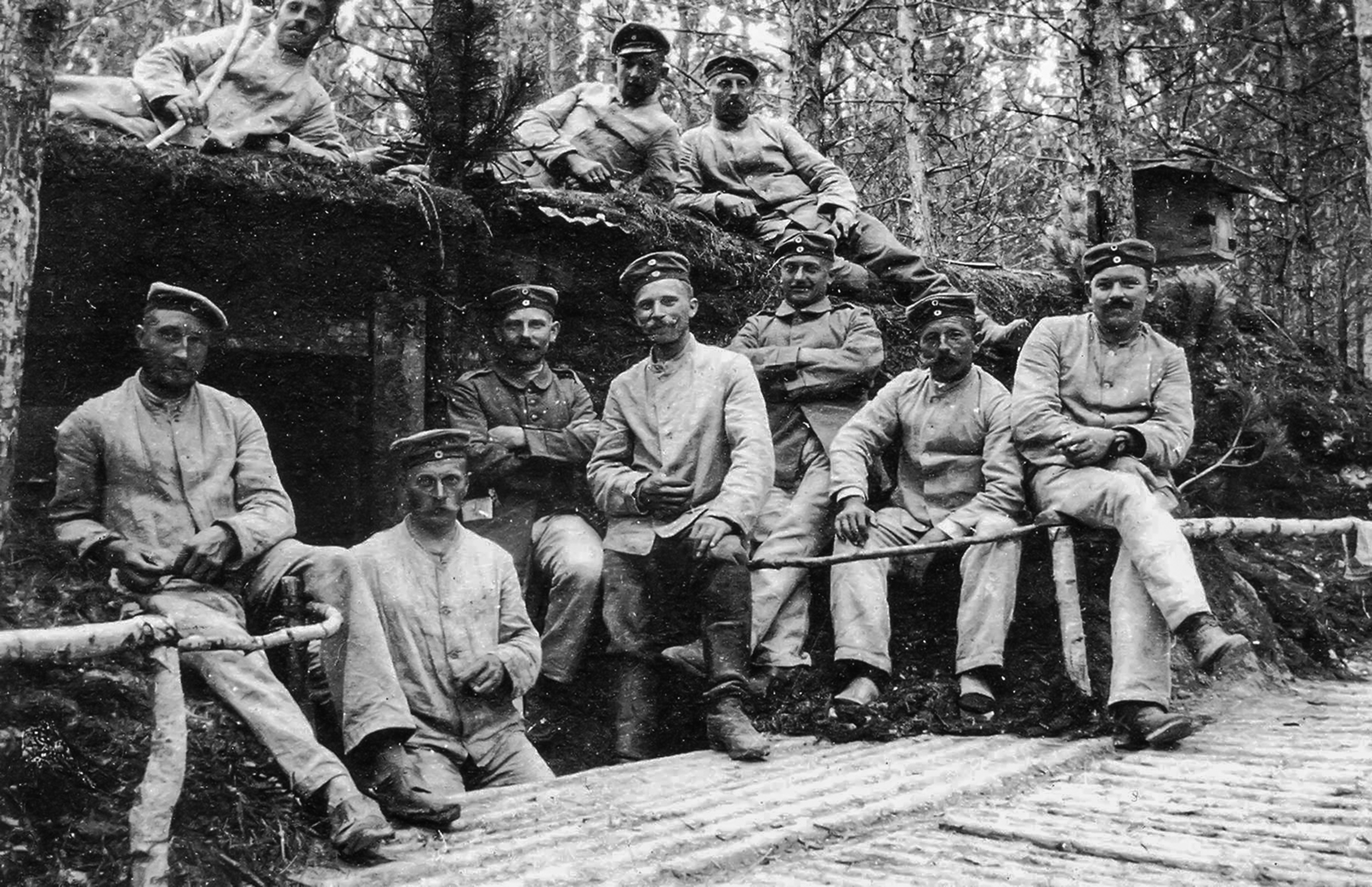
Moment de détente entre Allemands dans les bois près de Nauroy
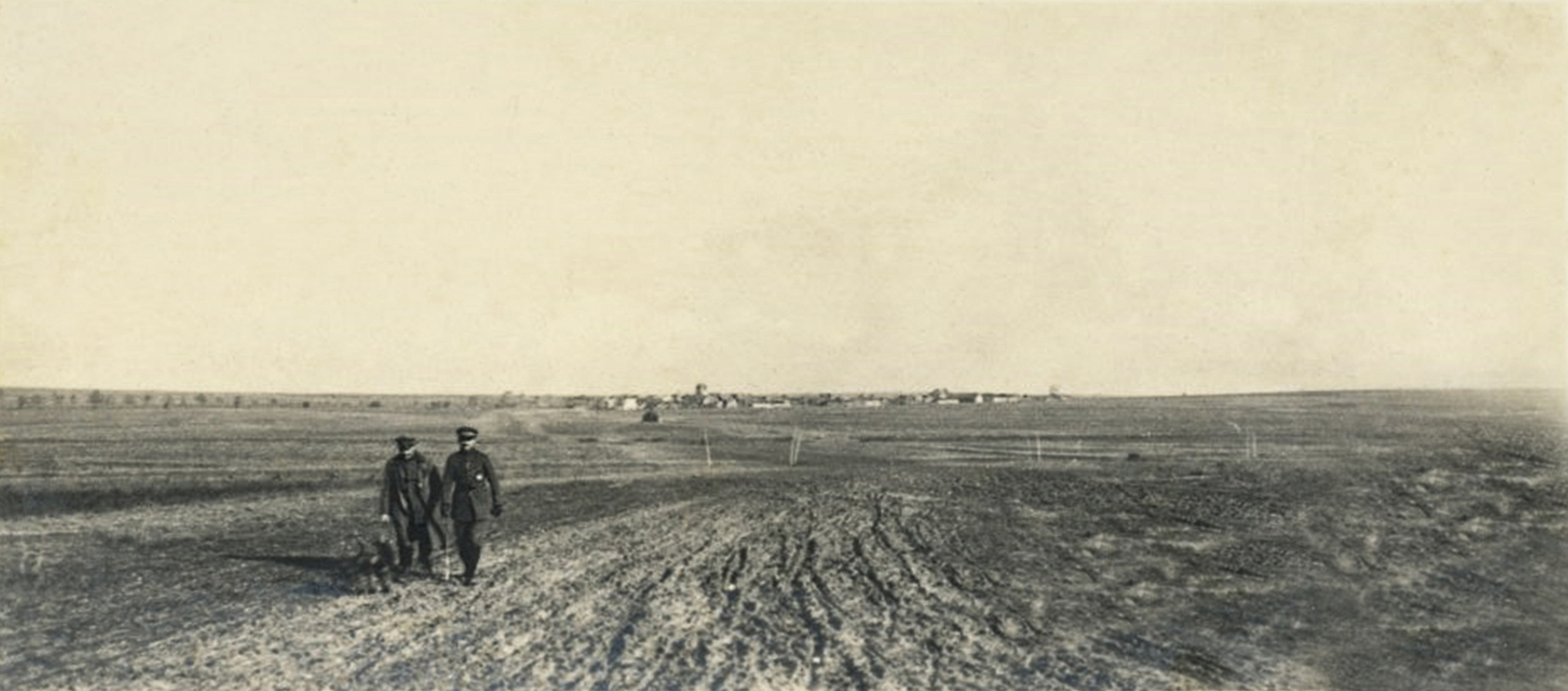
Officiers allemands en chemin aux alentours de Nauroy

### Après la Guerre
Monsieur Chamelot-Machet, maire de Nauroy, jure de ne pas retourner dans ce village. Les autres habitants suivent son exemple. 
En septembre 1919, lors de la réunion des maires des « communes mortes » à Epernay, les maires de Nauroy et Moronvilliers décident d'abandonner leurs communes déclarées « zone rouge ». 
Cette zone devient un but de pèlerinage du dimanche : par train ou par taxi, des centaines de Rémois viennent visiter les tranchées encore intactes, en semaine, les jeunes démobilisés s'y amusent à faire exploser des grenades, des gourdes remplies de la poudre des cartouches récupérées.
Nauroy se voit attribuer la croix de guerre par décret du 1er octobre 1920.
En 1923 des familles originaires du village font construire une chapelle devant le cimetière, elle sera inaugurée le 11 juillet 1927. 
À partir de 1934 les familles se retrouvent chaque année devant la chapelle pour une cérémonie religieuse le lundi suivant la fête de saint Jean Baptiste. 
La commune de Nauroy est supprimée officiellement par la loi le 29 juin 1942. 
Le territoire de la commune de Nauroy est rattaché à celui de Beine, qui prend le nom de Beine-Nauroy, par décret du 14 juin 1950.

### Époque actuelle
En novembre 2011, s'est constituée l'Association des Amis de Nauroy et de l'église de Beine qui s'est fixé pour objectif de sauvegarder et d'entretenir la mémoire du village disparu de Nauroy.

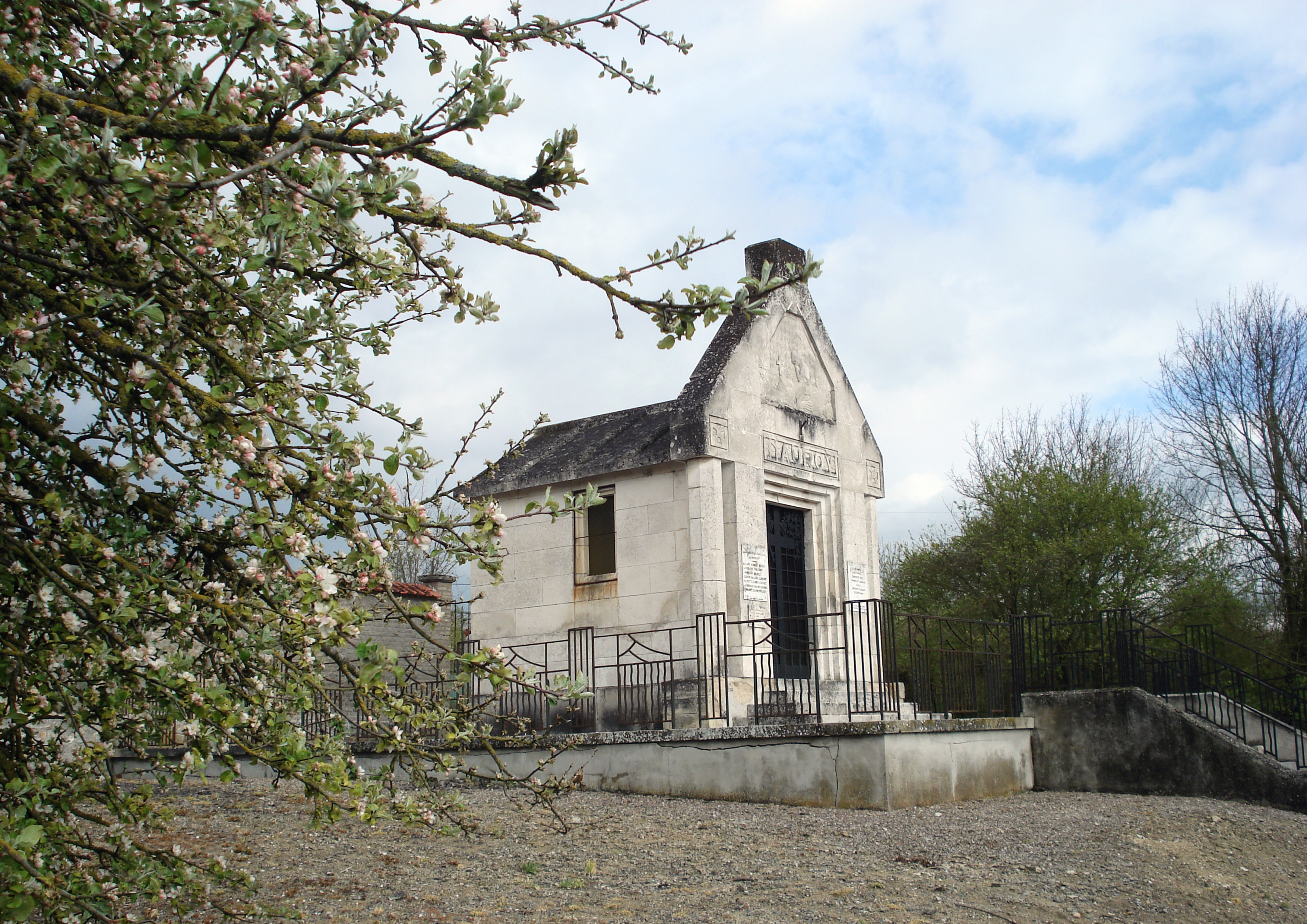
Chapelle de Nauroy en 2012
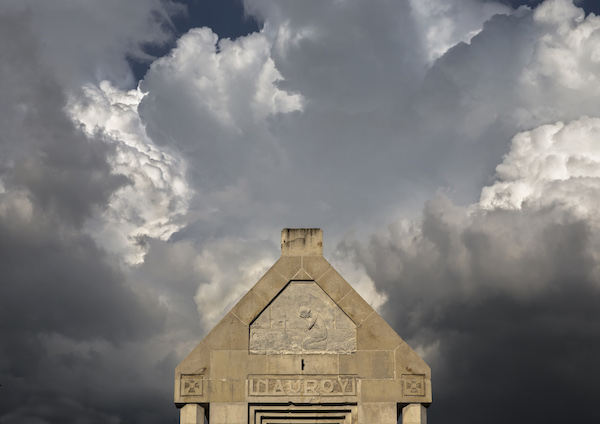
Chapelle de Nauroy en 2016
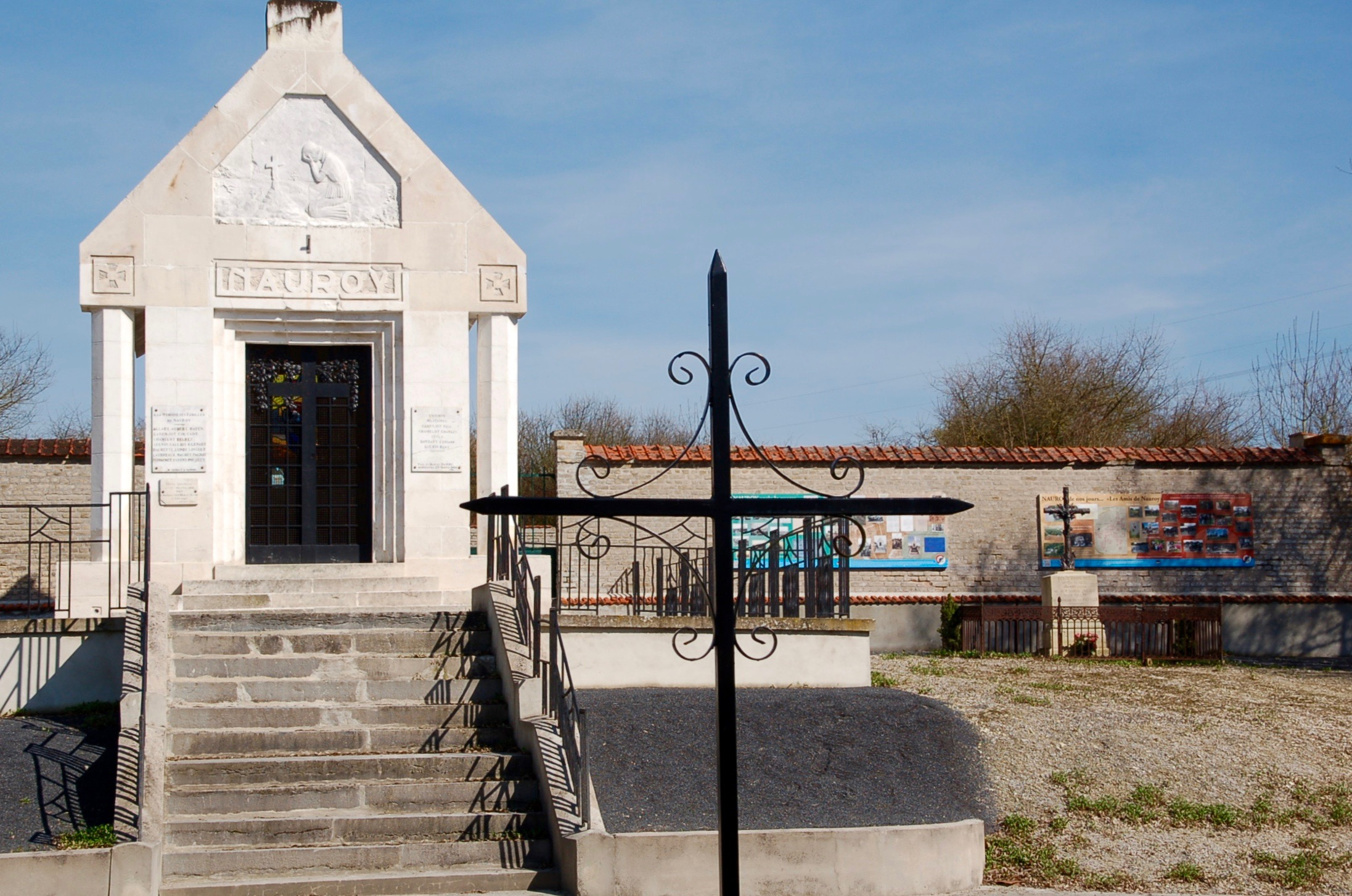
Chapelle de Nauroy en 2017
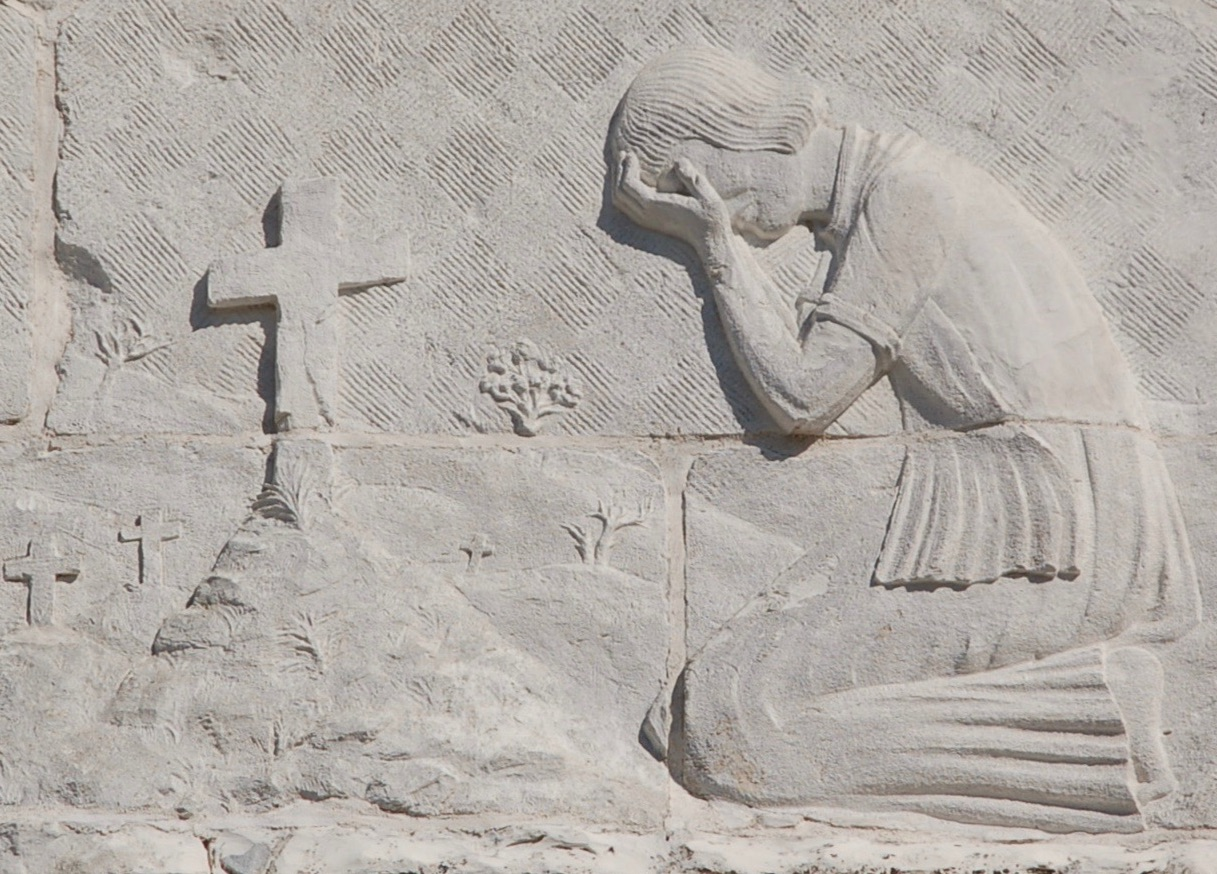
Détail du fronton de la Chapelle de Nauroy
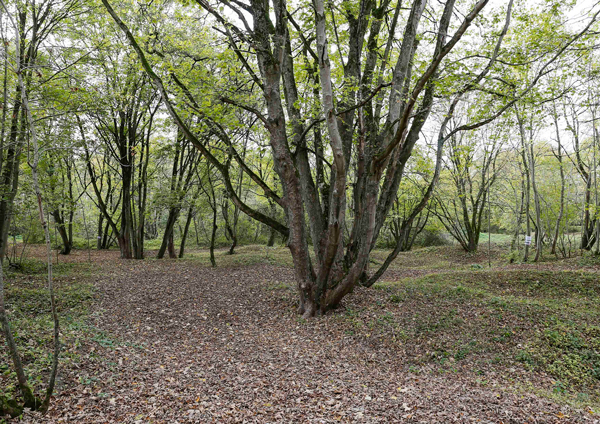
Site du village de Nauroy en 2017
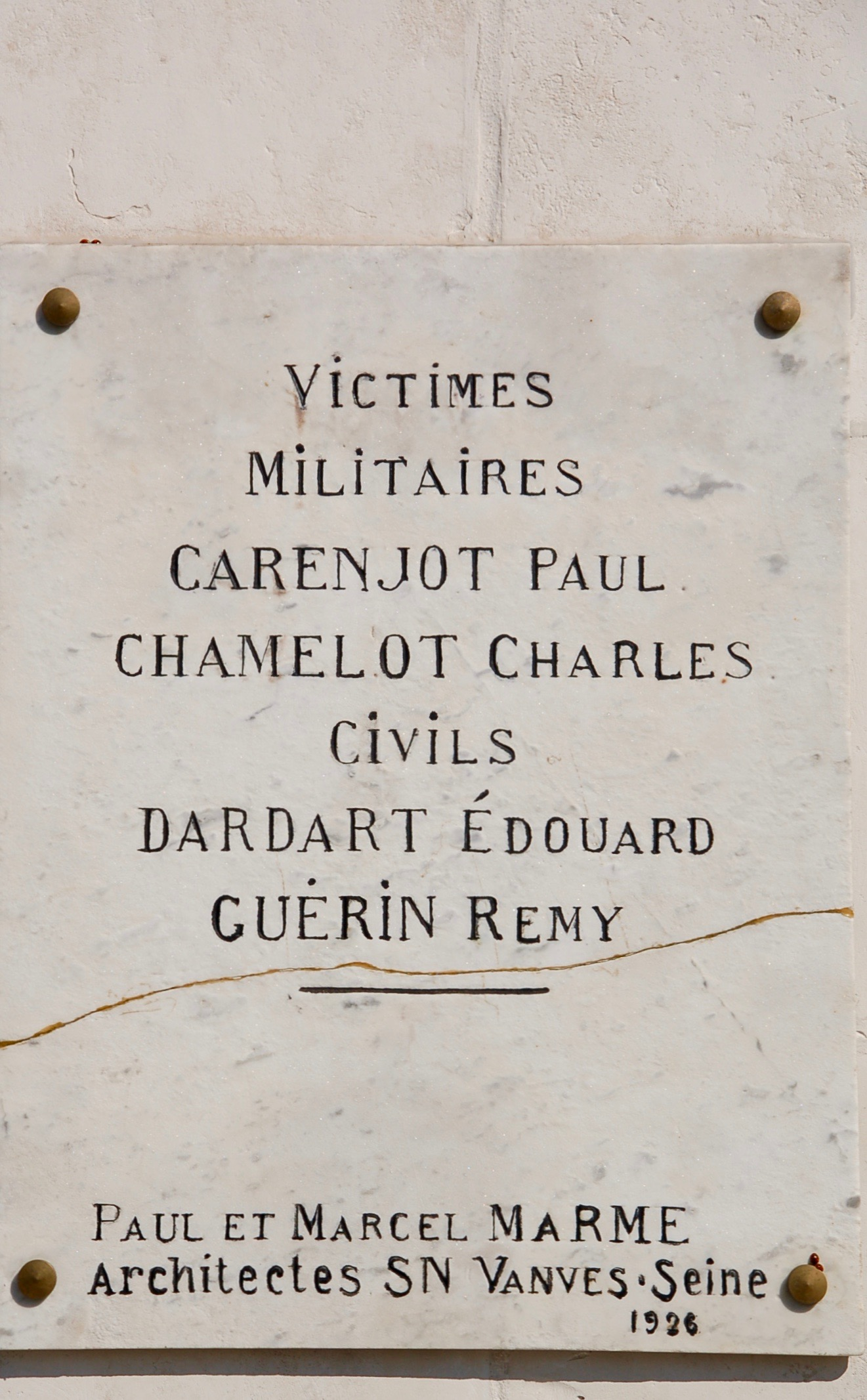
Plaque commémorative apposée sur la Chapelle de Nauroy

Depuis 2011, l'association débroussaille le cimetière et à cette occasion a mis au jour des sépultures de soldats allemands de la Grande Guerre au-dessus des tombes des habitants du village. Venus renforcer pendant quelques jours les bénévoles de l’Association, des militaires allemands, missionnés par le Volksbund, et un archéologue de la région participent aux fouilles de trente-cinq tombes allemandes.
Des panneaux d’information ont été installés sur les murs du cimetière.
L'Association a mis en place des échanges avec des lycéens allemands qui viennent participer aux travaux de rénovation du cimetière.
Le site du village est réhabilité en défrichant le terrain, en traçant au sol l'emplacement des anciennes maisons, en érigeant des plaques avec le nom des rues, en installant des bornes avec le nom des anciens habitants et en mettant en place un chemin de mémoire à travers l'emplacement du village.
Une création originale, le poilu du Cornillet, sculpture exécutée avec des éclats d'obus ramassés dans le village, a été érigée sur le site. Deux cénotaphes, rappelant la mort de deux aviateurs français, Jacques Decazes de Glucksberg et François Lefebvre le 15 mars 1916 aux environs de Nauroy, ont été réalisés et mis en place.
Durant l'année scolaire 2016-2017, des élèves de l'école de Beine-Nauroy, sous l'impulsion de l'Association ont créé trois vitraux qui ont été installés dans la chapelle de Nauroy.
Une cérémonie réunissant Français et Allemands a rendu hommage à tous les combattants tombés lors de la prise du Mont Cornillet lors de la célébration du centenaire les 20 et 21 mai 2017.
Un important travail de généalogie a été réalisé afin de retrouver les descendants des familles habitant Nauroy et un rassemblement a été organisé le 24 juin 2018, jour de fête de Saint-Jean-Baptiste, saint patron du village. 
Un site internet a été créé. Il permet de suivre les activités de l'Association. 

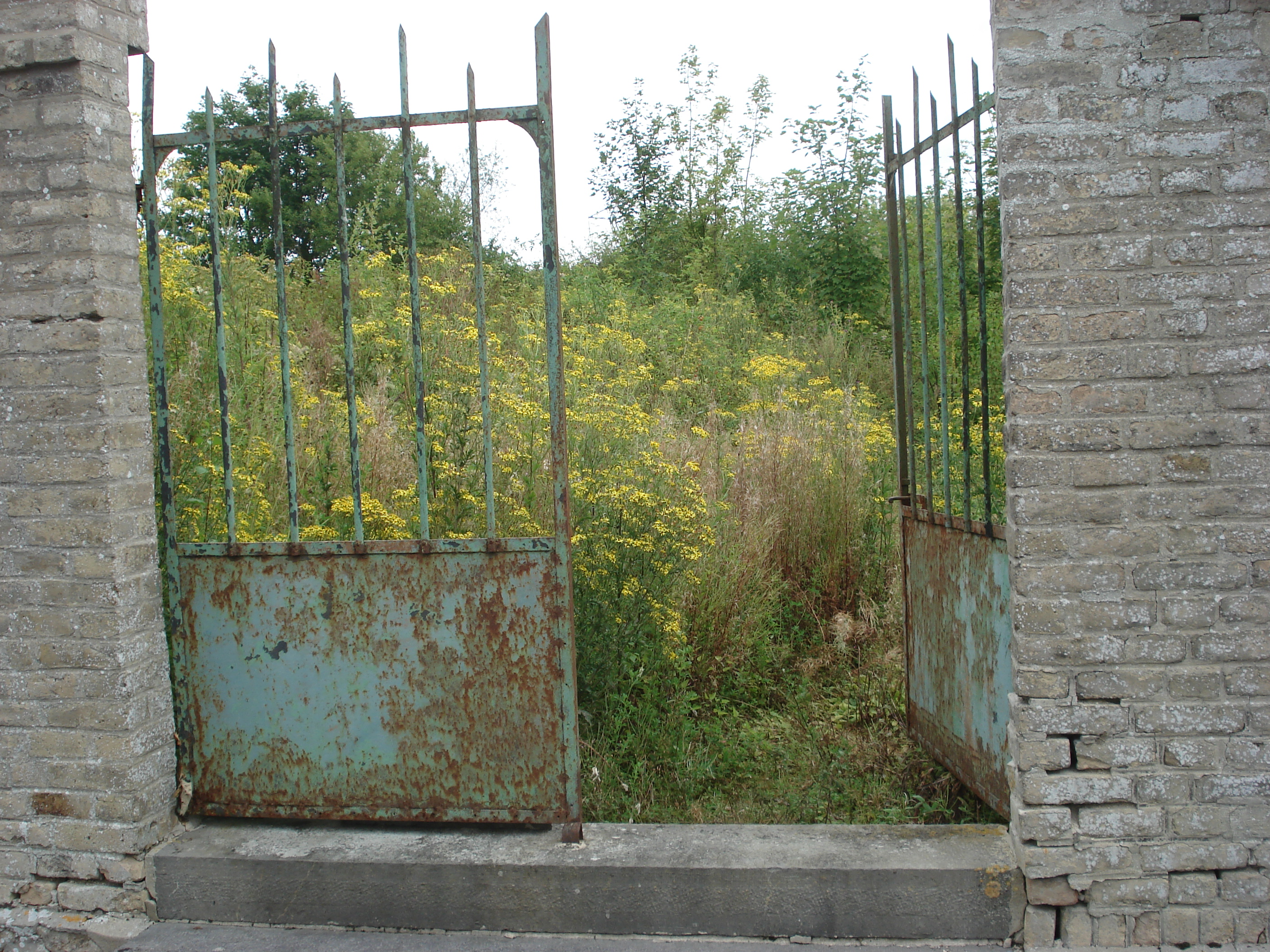
Entrée du cimetière de Nauroy en août 2012
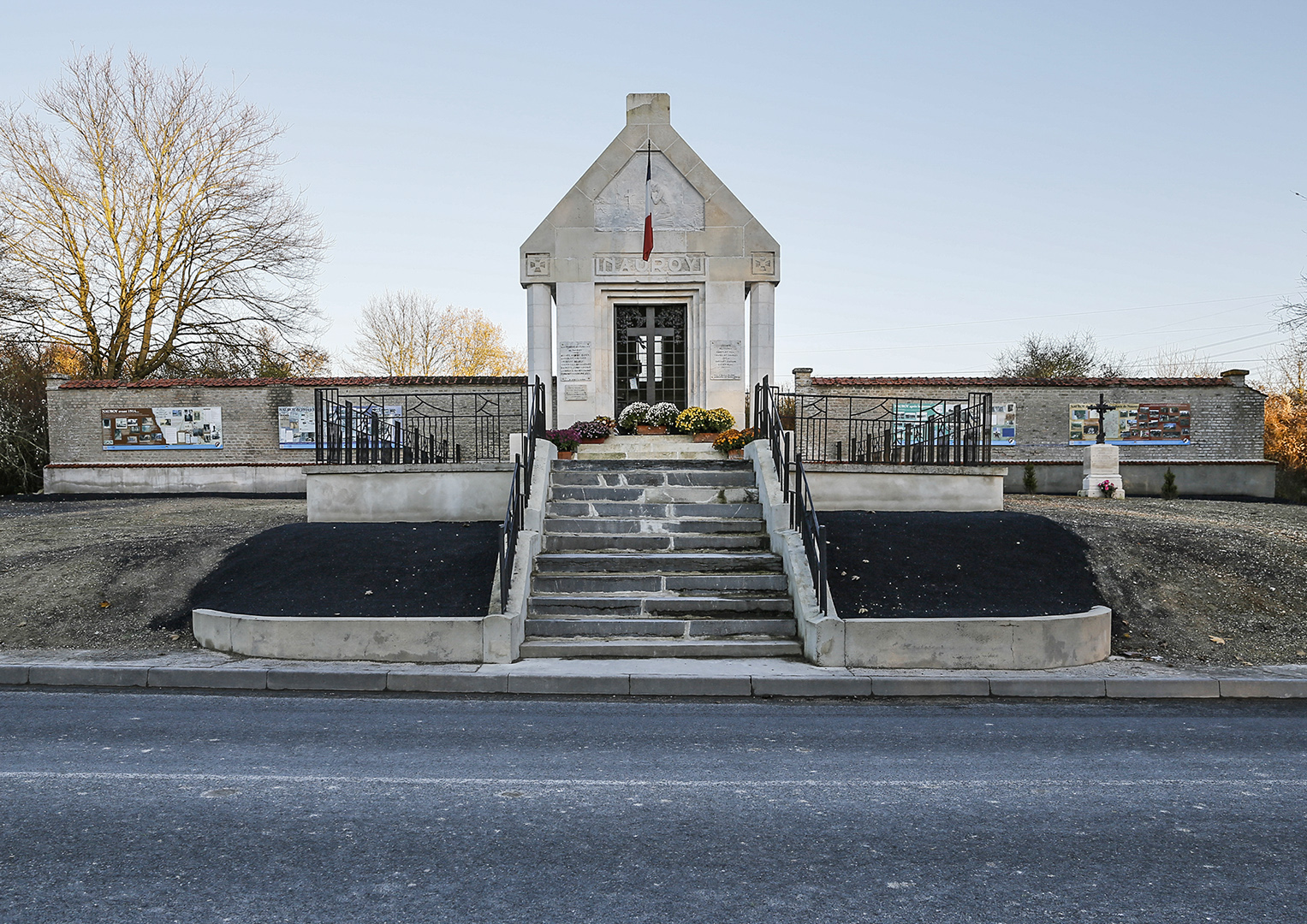
Chapelle de Nauroy le 11 novembre 2015
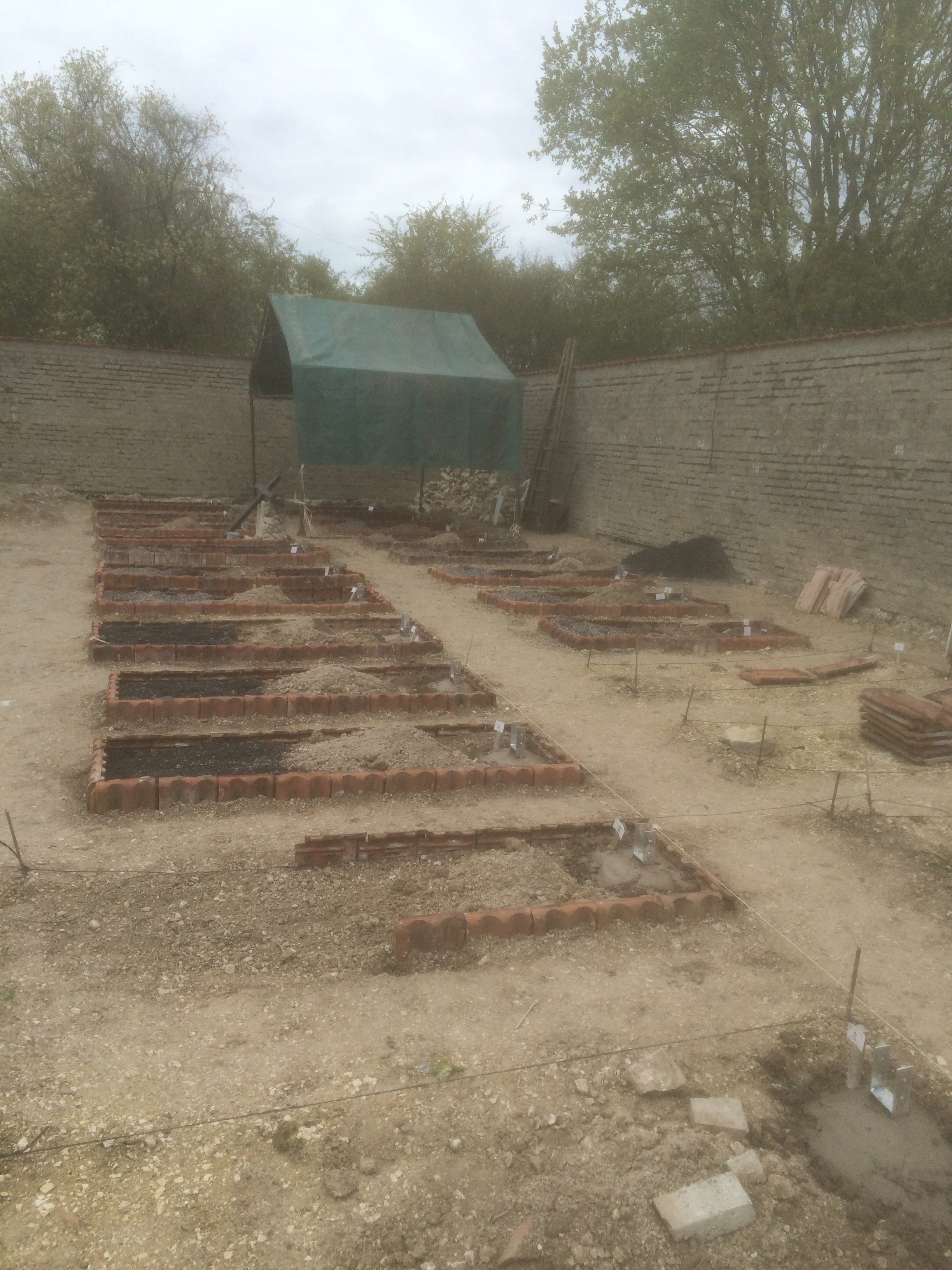
Reconstitution de tombes allemandes dans le cimetière
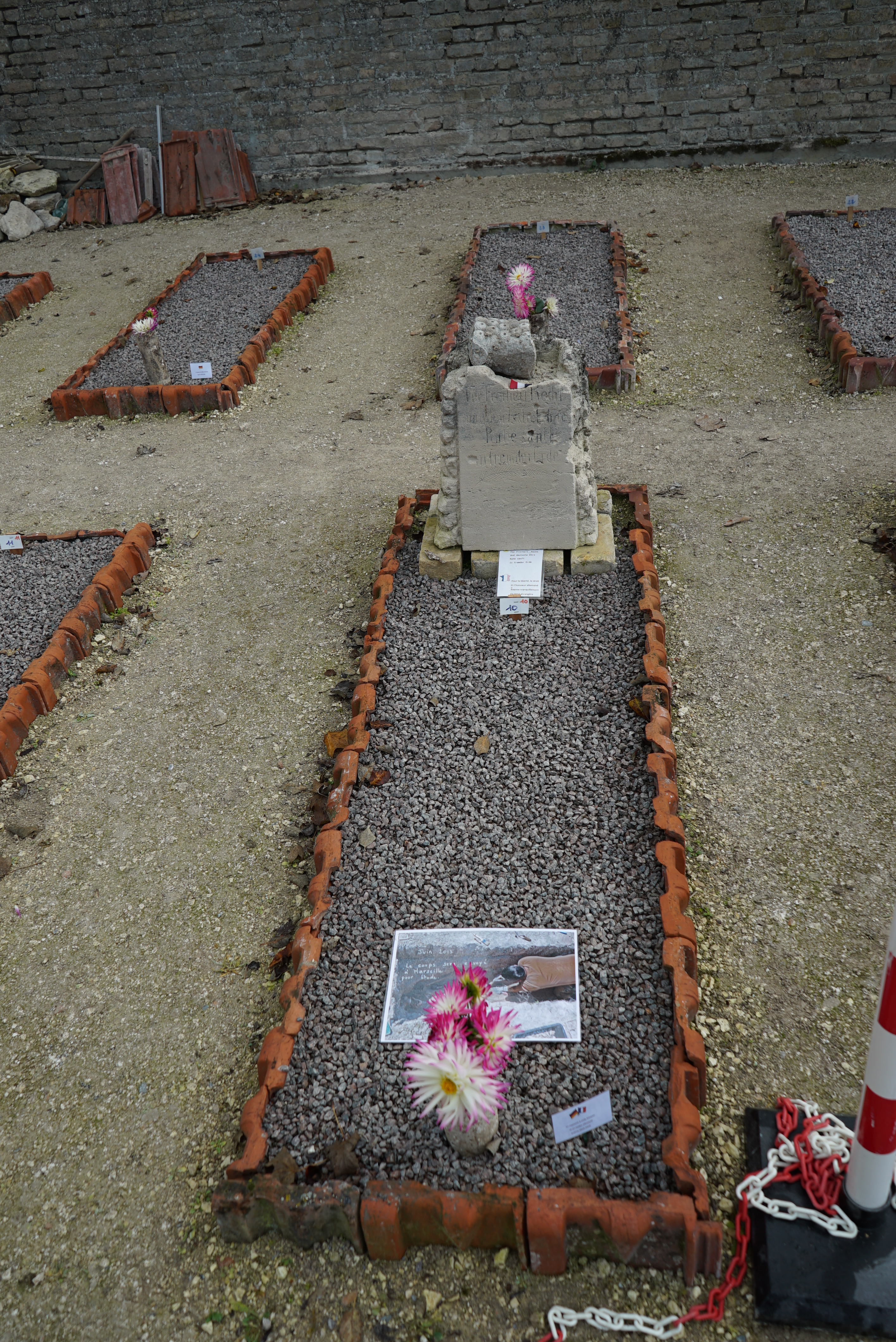
Reconstitution de tombes allemandes dans le cimetière
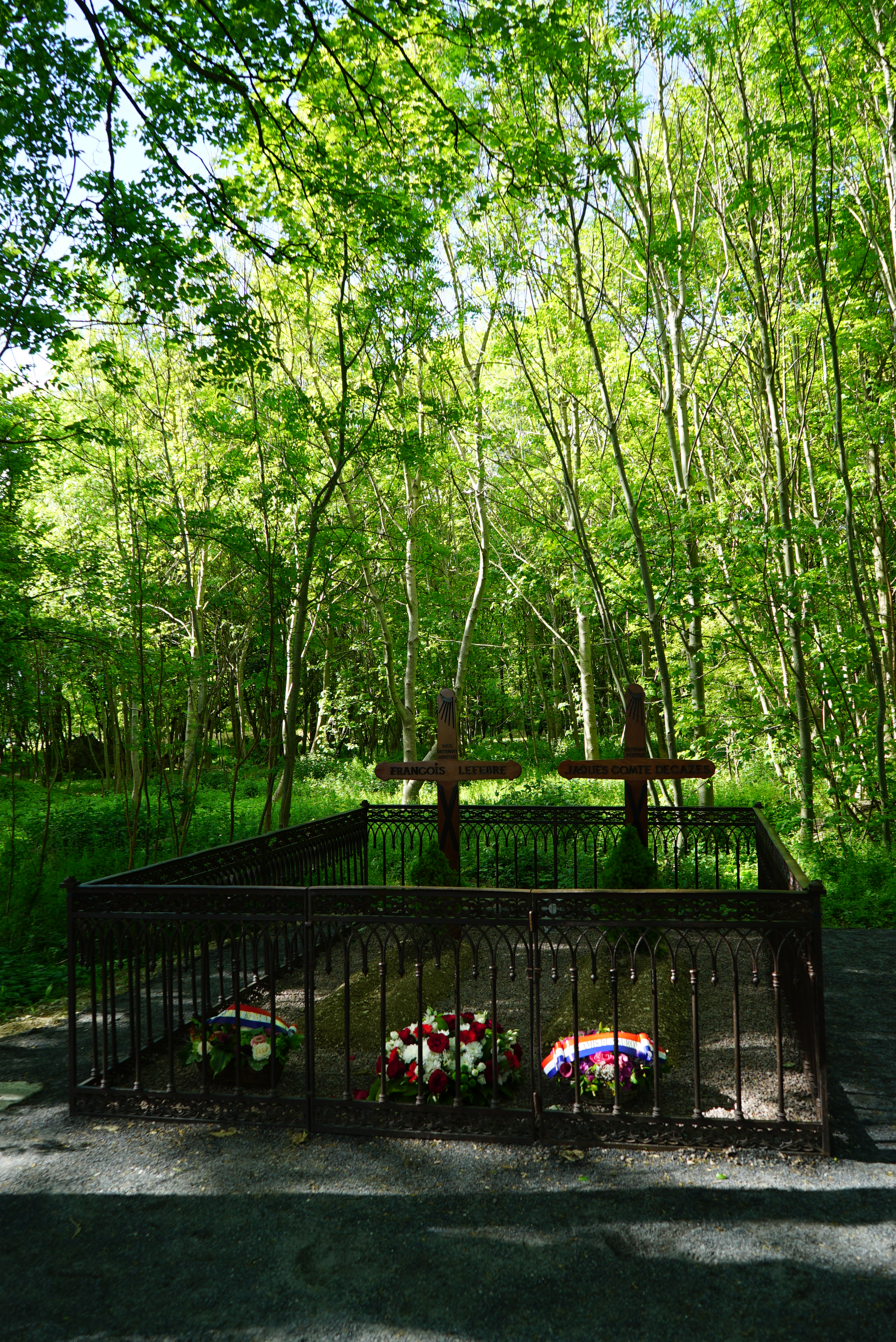
Cénotaphe des aviateurs tombés près de Nauroy le 15 mars 1916
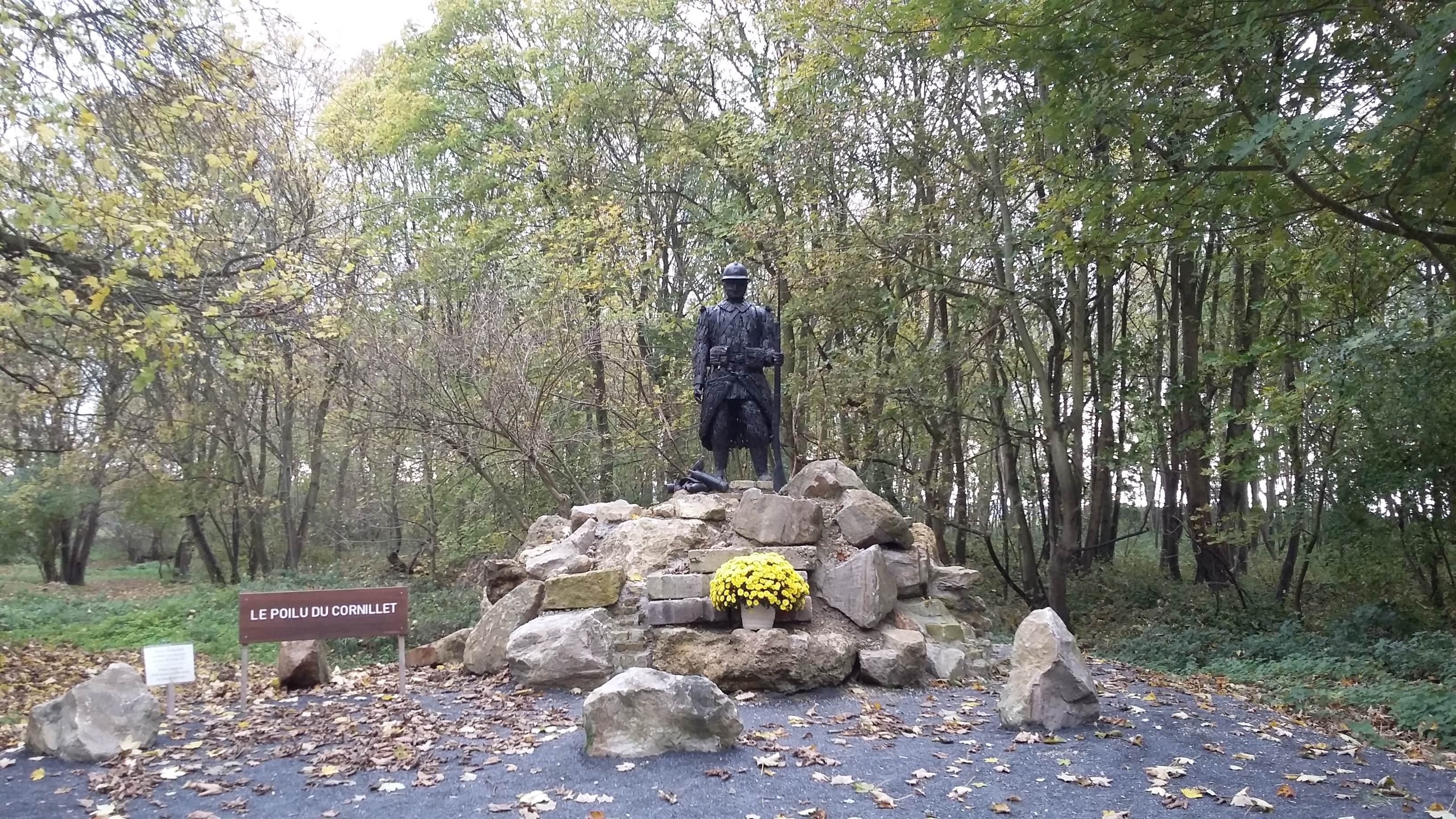
Le poilu du Cornillet
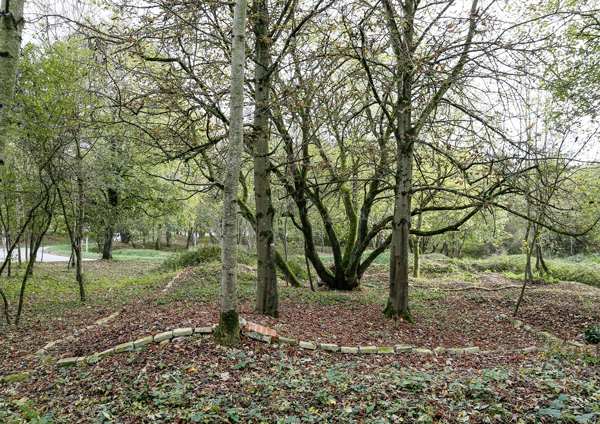
Matérialisation au sol de l'emplacement des maisons
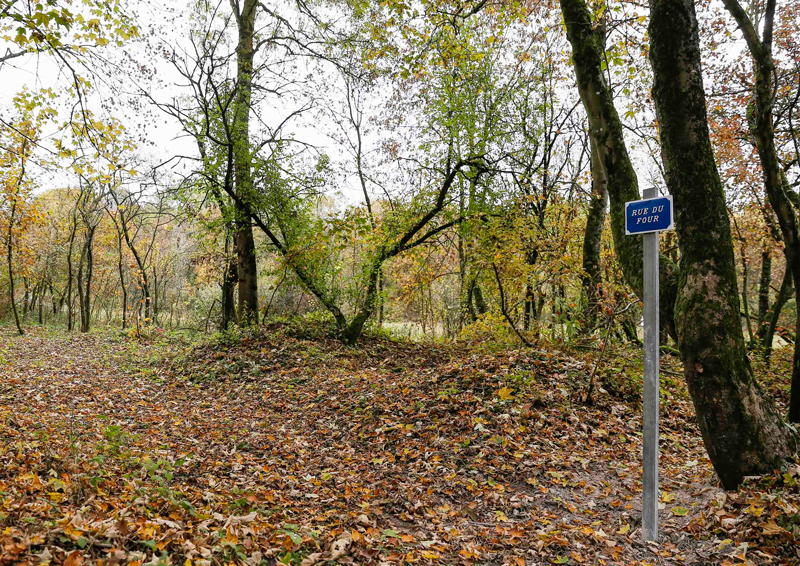
Plaque de rue installée dans le site du village
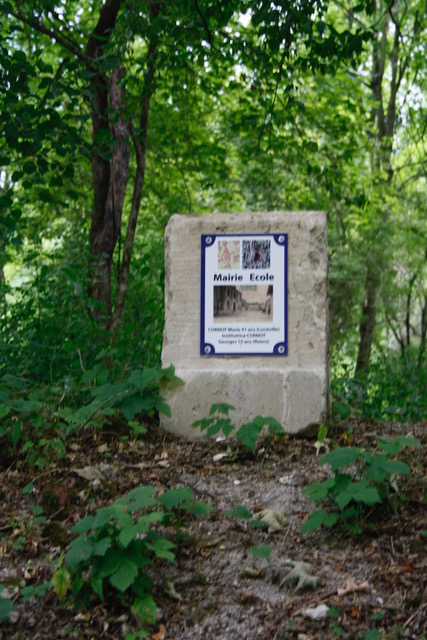
Borne indiquant l'emplacement de la mairie et de l'école
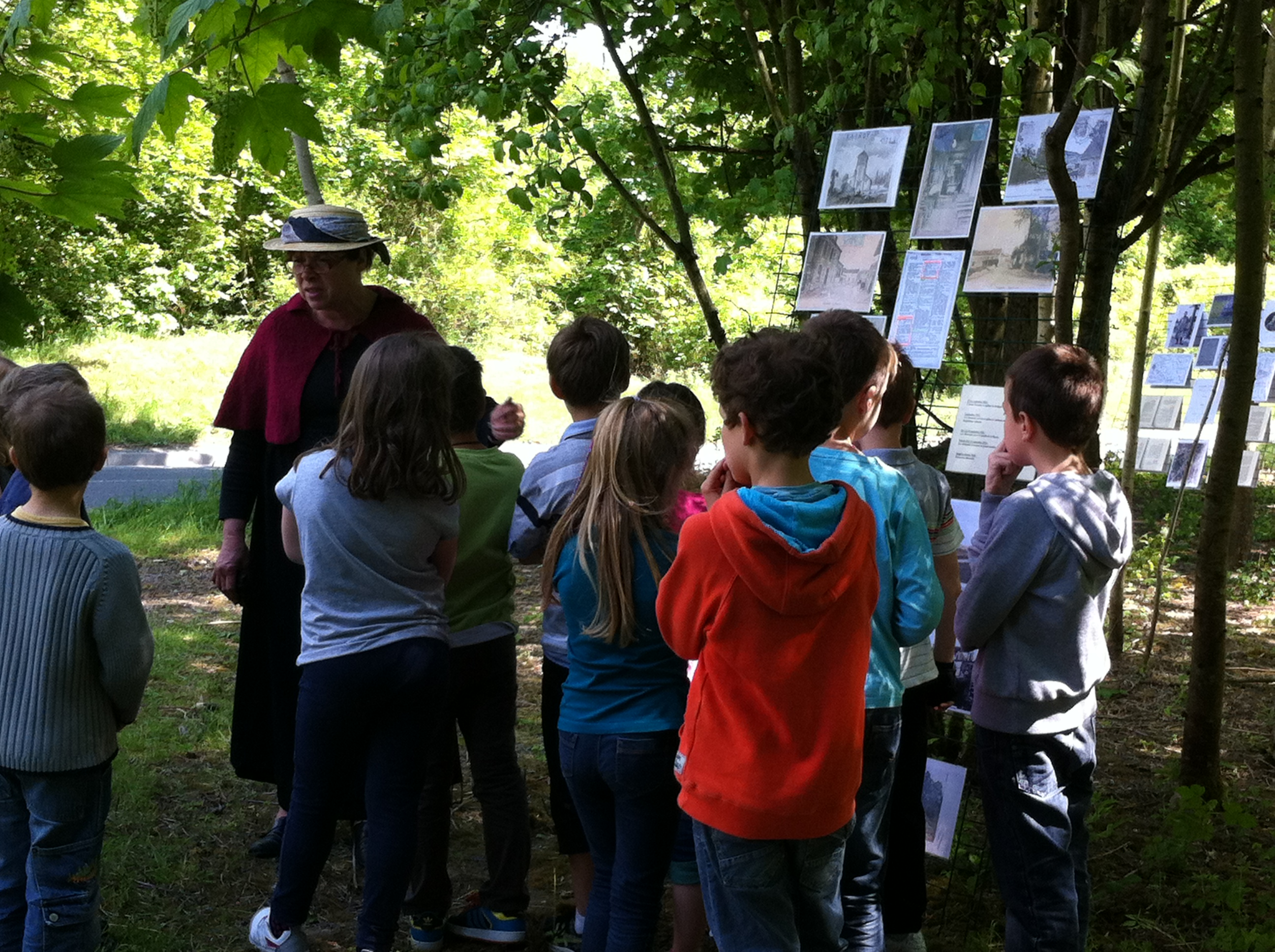
Visite commentée du village
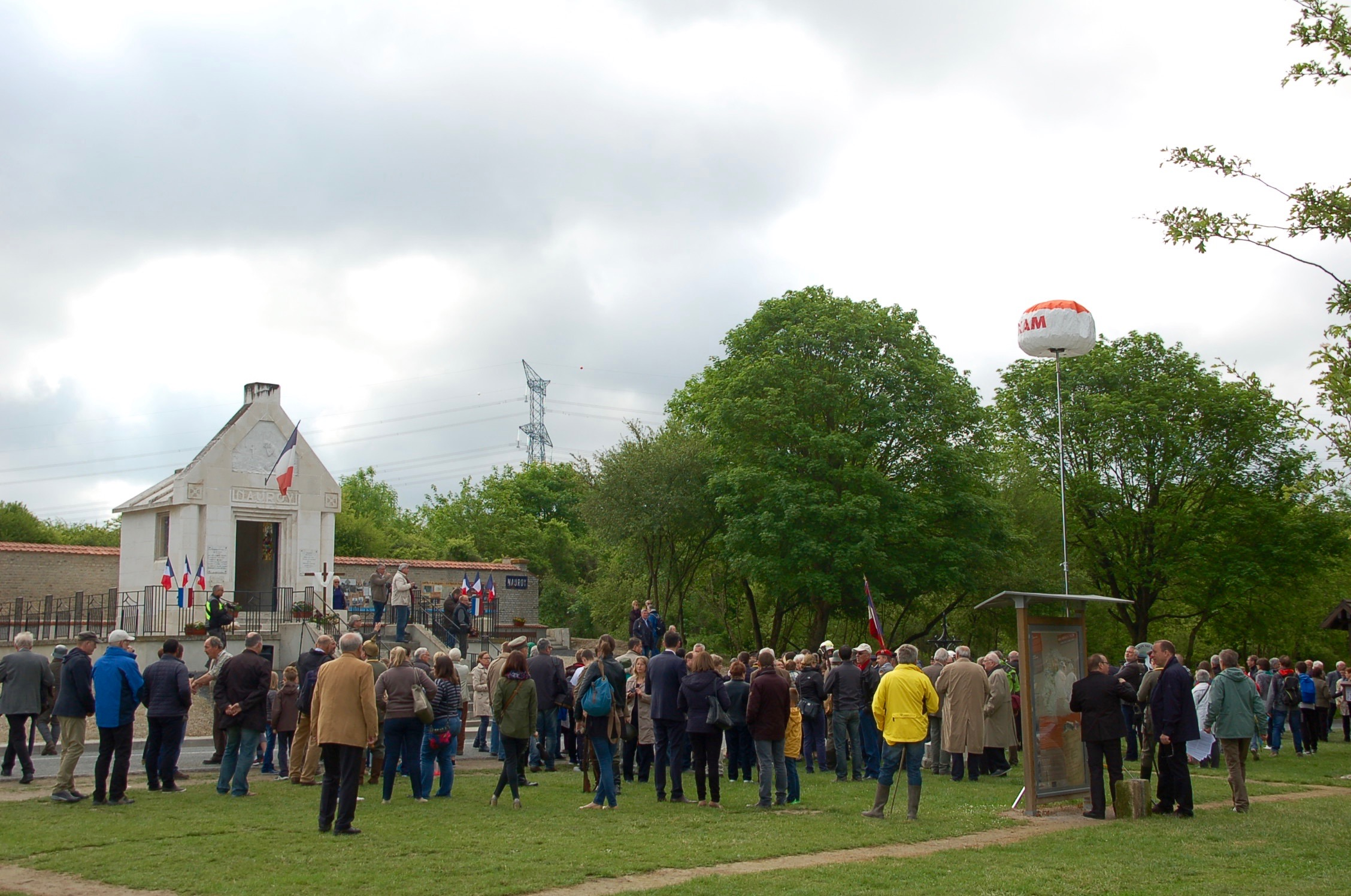
Cérémonie du 20 mai 2017 devant la Chapelle de Nauroy
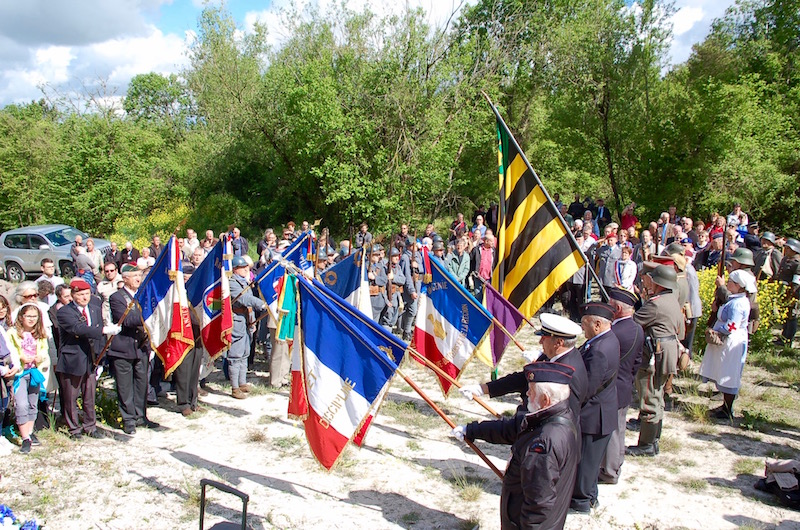
Cérémonie d'hommage sur les pentes du Mont Cornillet, le 20 mai 2017
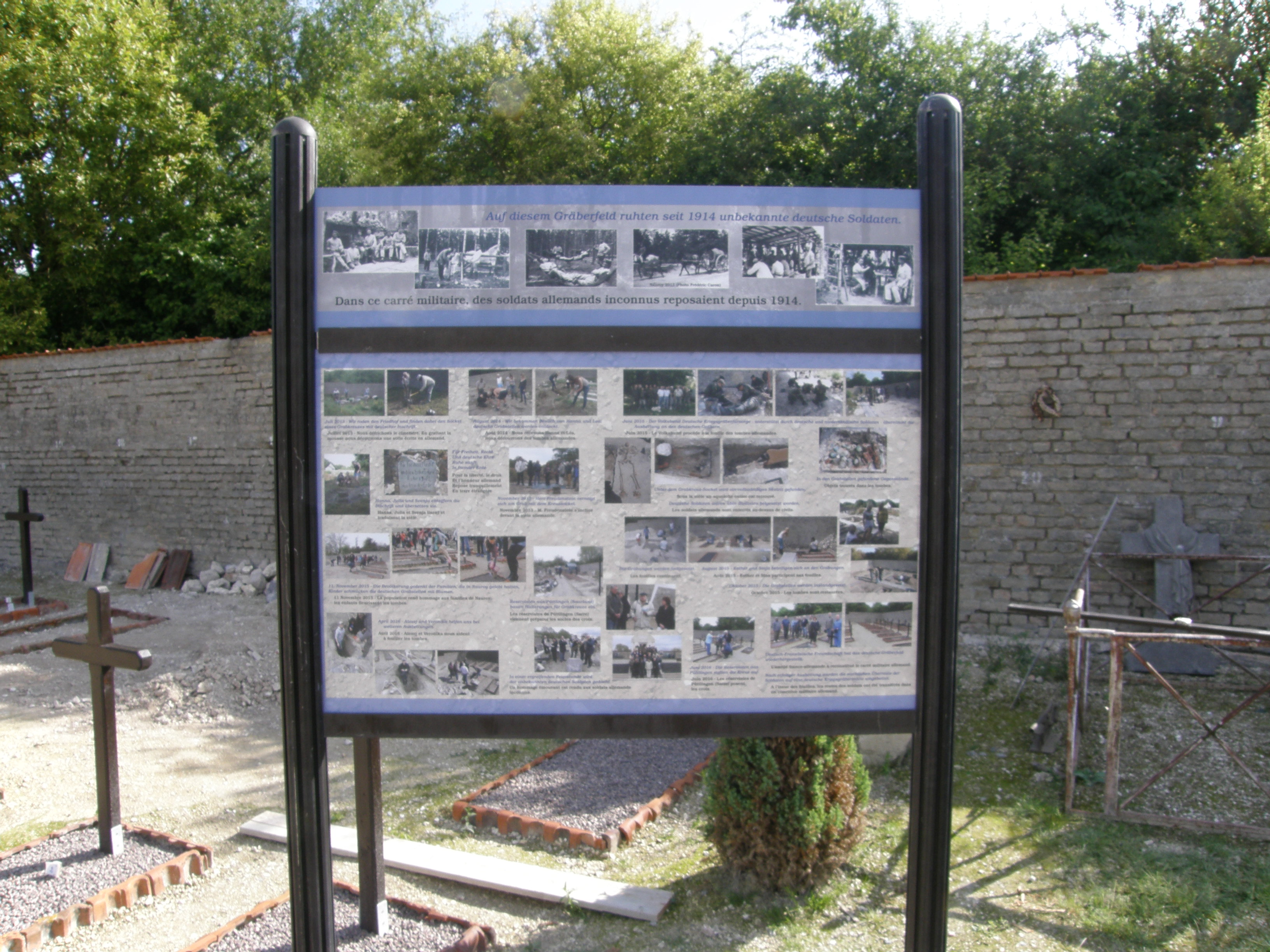
Panneau explicatif dans le cimetière
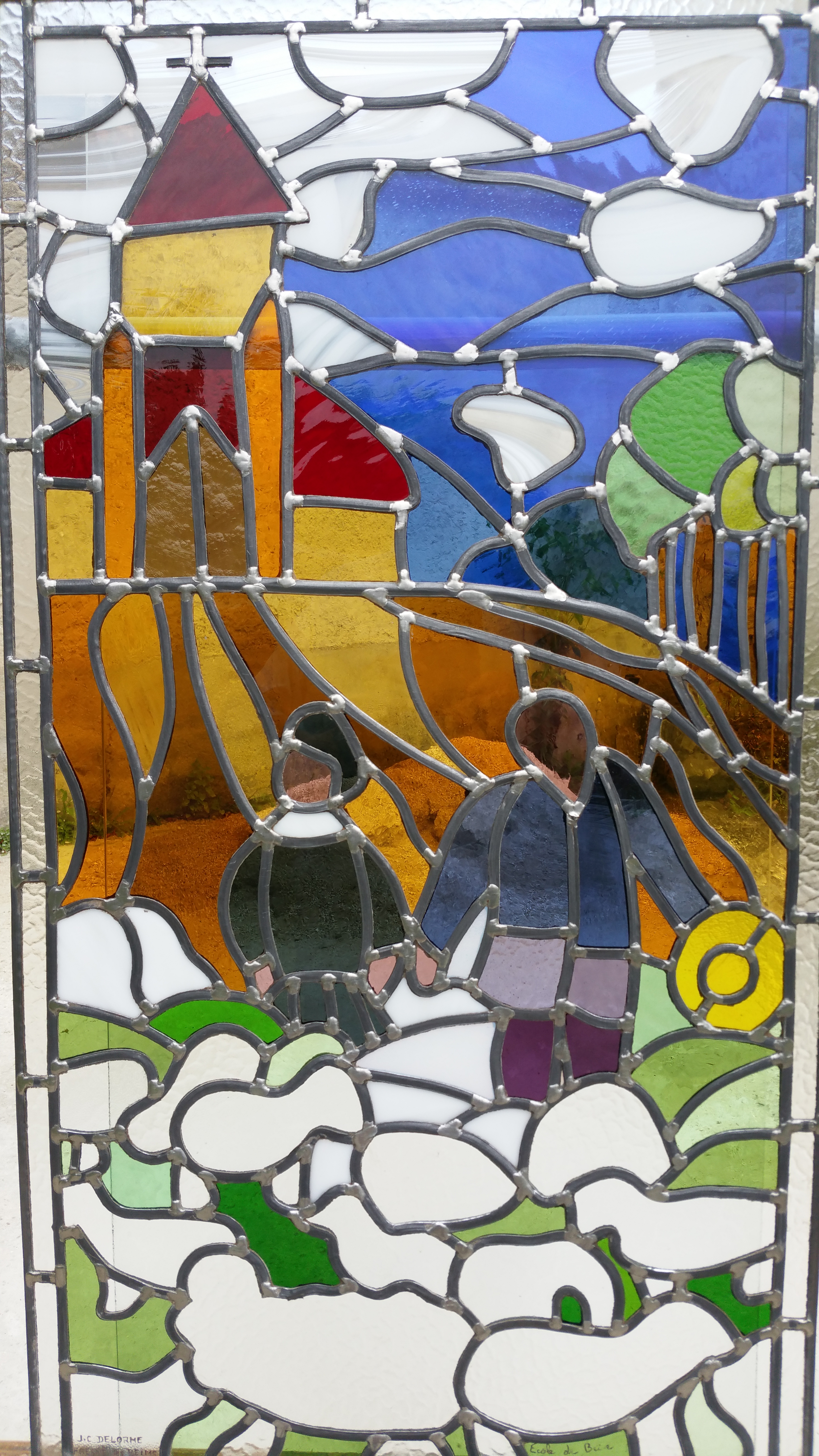
Vitrail de la Chapelle symbolisant le village avant la guerre
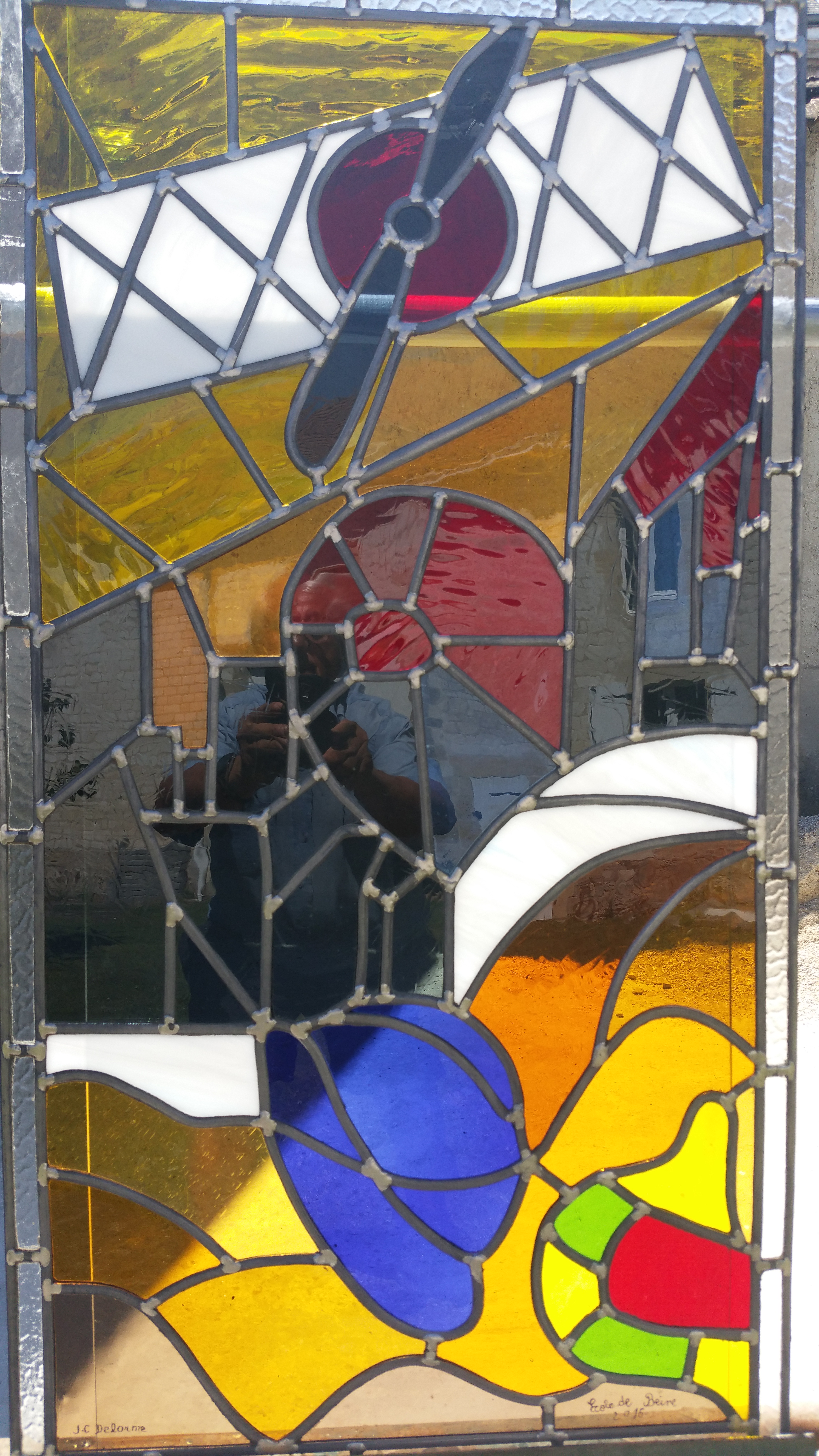
Vitrail de la Chapelle symbolisant le village pendant la guerre
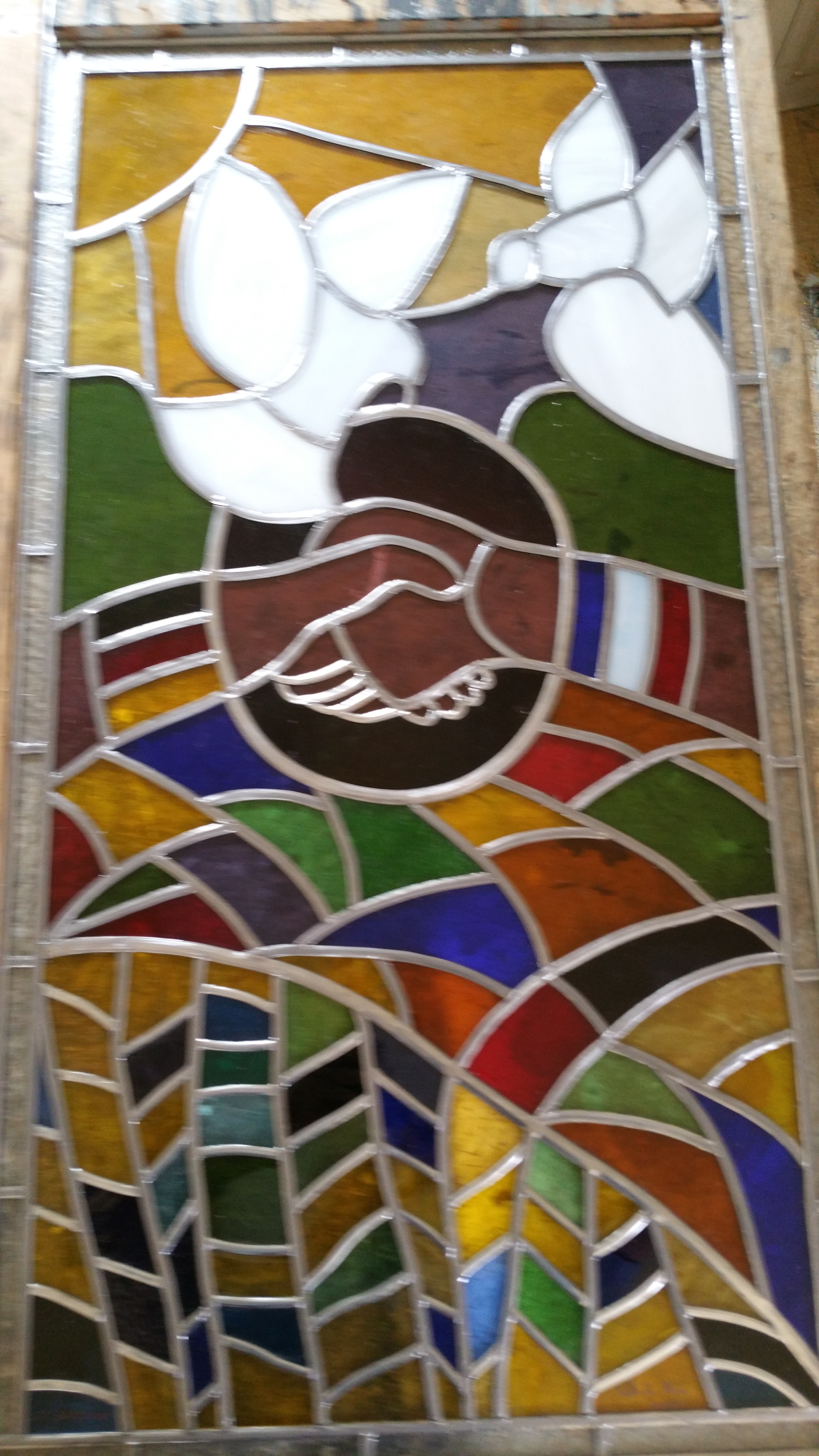
Vitrail de la Chapelle symbolisant le village après la guerre

## Politique et administration

### Liste des maires
| Période          | Période          | Identité                      | Étiquette | Qualité |
| ---------------- | ---------------- | ----------------------------- | --------- | ------- |
| 1688             |                  | Jean Grojean                  |           |         |
| 1709             |                  | Jean Guillot                  |           |         |
| 1739             |                  | Pierre Milon                  |           |         |
| 1753             |                  | Pierre Allart                 |           |         |
| 1757             |                  | Nicolas Pagnot                |           |         |
| 1791             |                  | Etienne Allart                |           |         |
| 1792             |                  | Barthélémy Jesson             |           |         |
| décembre 1792    | septembre 1793   | Joseph Allart                 |           |         |
| frimaire an II   | thermidor an III | Dieudonné Carenjot            |           |         |
| brumaire an IV   | germinal an VI   | Jean Milon                    |           |         |
| thermidor an VI  | germinal an VII  | Blaise Jacquet                |           |         |
| floréal an VII   | floréal an VIII  | Pierre François Chamelot      |           |         |
| prairial an VIII | fructidor an X   | Jean Pierre Croix             |           |         |
| 1814             | 1842             | Pierre Rousseau               |           |         |
| 1842             | 1843             | Joseph Joseph Pierre Allart   |           |         |
| 1843             | 1871             | Fiacre Sébastien Allart       |           |         |
| 1871             | 1876             | Joseph Pierre Allart          |           |         |
| 1876             | 1878             | Louis Charles Basile Chamelot |           |         |
| 1878             | 1907             | Joseph Pierre Allart          |           |         |
| 1908             | 1910             | Pierre Ernest Guérin          |           |         |
| 1911             | 1924             | Jean Baptiste Chamelot        |           |         |
| 1925             | 1950             | Léon Marie René Guérin        |           |         |

## Décorations françaises
Croix de guerre 1914-1918

## Personnalités liées à la commune
Madeleine Andrée Heuschling, mieux connue sous son nom d’artiste Catherine Hessling, est la fille de Marie Eugénie Chamelot, née à Nauroy en 1862, et de Mathias Heuschling. Elle fut la muse du peintre Auguste Renoir et elle épousa le cinéaste Jean Renoir qui la mettra en scène dans certains de ses films.
Jean Legros, né en 1903, mort en 1978, est le fils de Jules Legros et de Adèle Aimée Carenjot, née à Nauroy. Il est l'auteur de l'horloge astronomique exposée au planétarium de Reims.
Jacques Lavoine est un écrivain et poète prometteur, né le 17 février 1896 à Chaumont, il est mort à proximité de Nauroy le 17 avril 1917. Son nom est inscrit sur un des quatre panneaux placés dans la nef du Panthéon de Paris et portant le nom des auteurs morts durant la Première Guerre Mondiale.
Jacques Louis Elie comte Decazes de Glucksbierg est né le 31 août 1891 à Paris, il est le fils de Jean Elie Octave Louis Sévère Amadieu duc de Decazes de Glucksbierg et d'Elisabeth Blanche Singer (fille du fondateur de l'entreprise éponyme). Pilote à l'escadrille C.28, il est tué au combat dans les environs de Nauroy, le 15 mars 1916.